# شهرستان کلادنو
شهرستان کلادنو (به لاتین: Kladno District) یک ناحیه در جمهوری چک است که در منطقه بوهمی مرکزی واقع شده‌است.

## خصوصیات
شهرستان کلادنو ۷۱۹٫۶۱ کیلومترمربع مساحت و ۱۵۲٬۱۶۳ نفر جمعیت دارد.

## نگارخانه

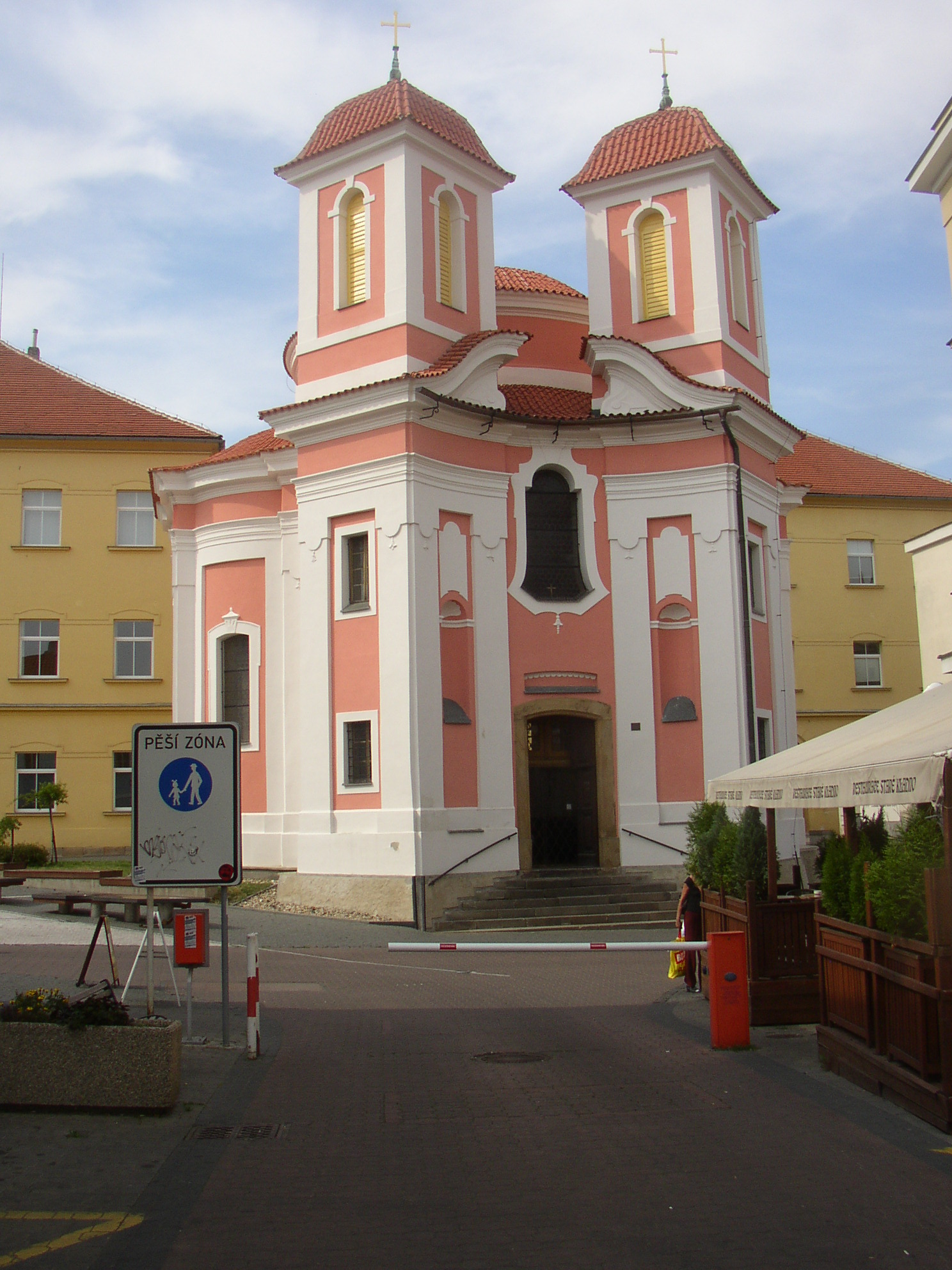
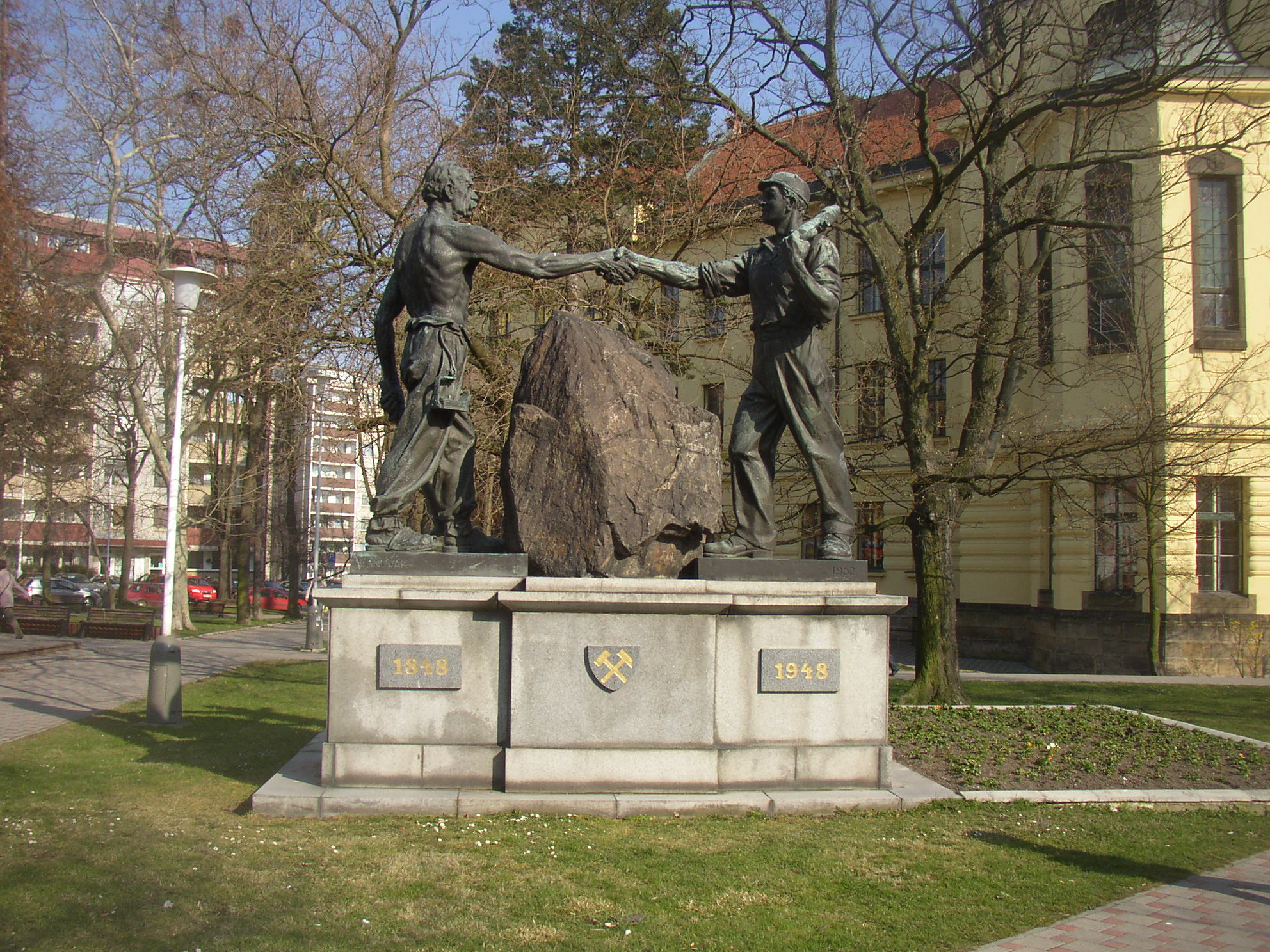
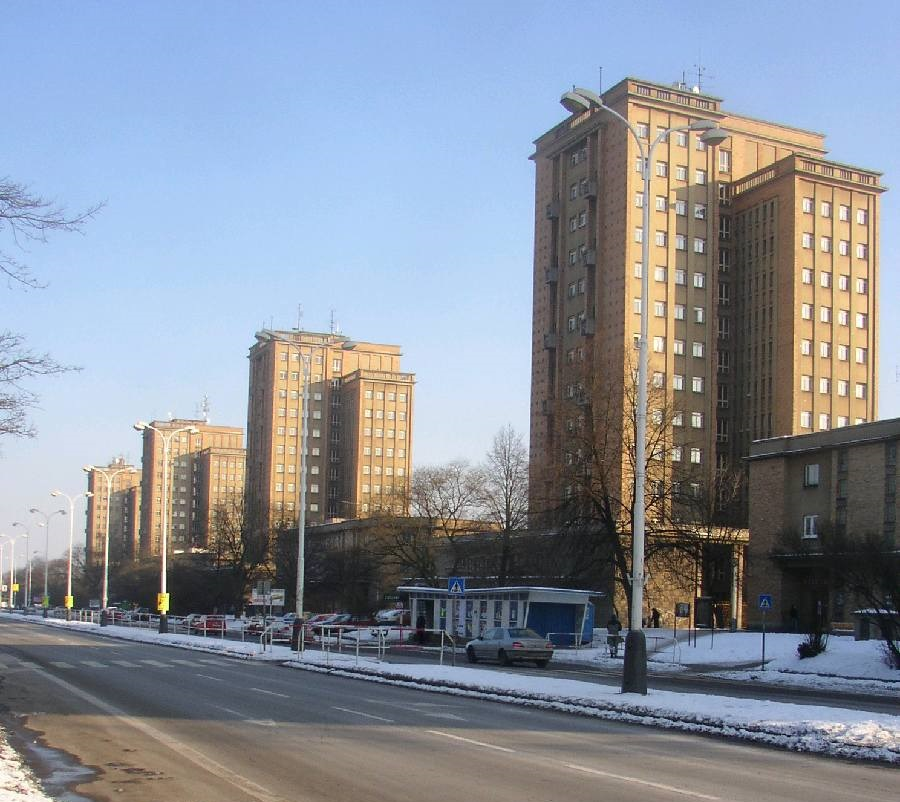
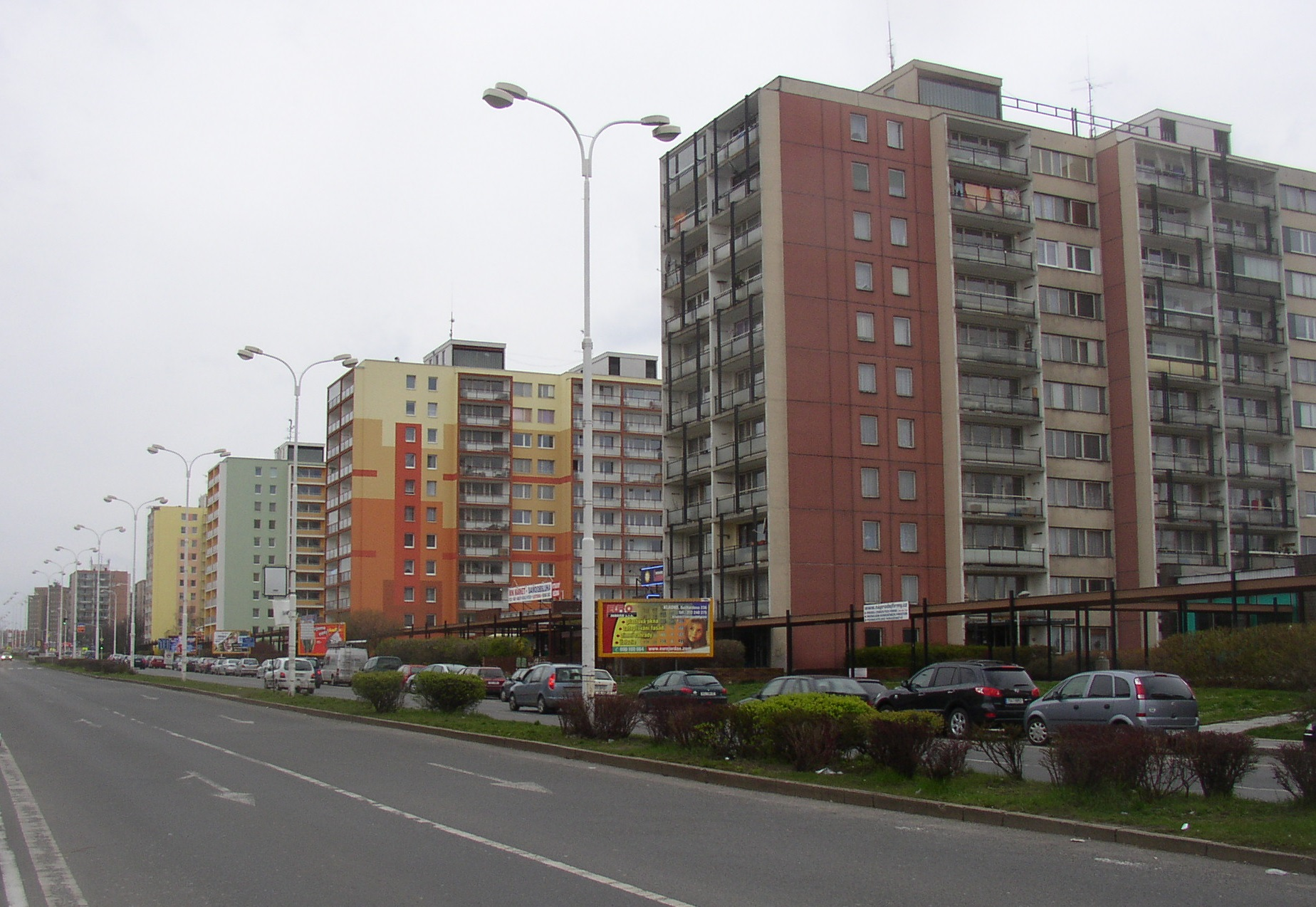
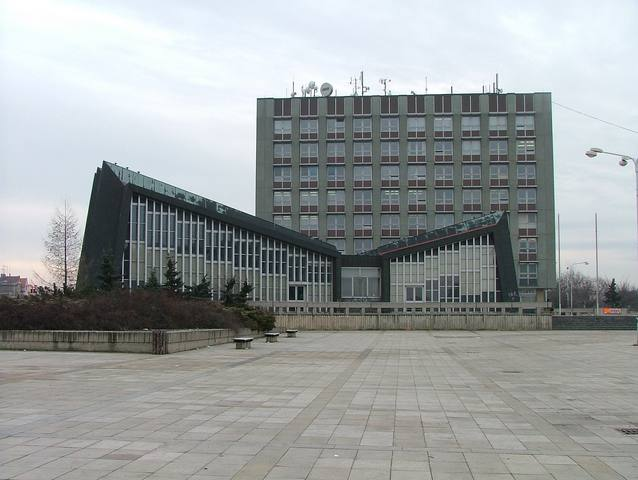
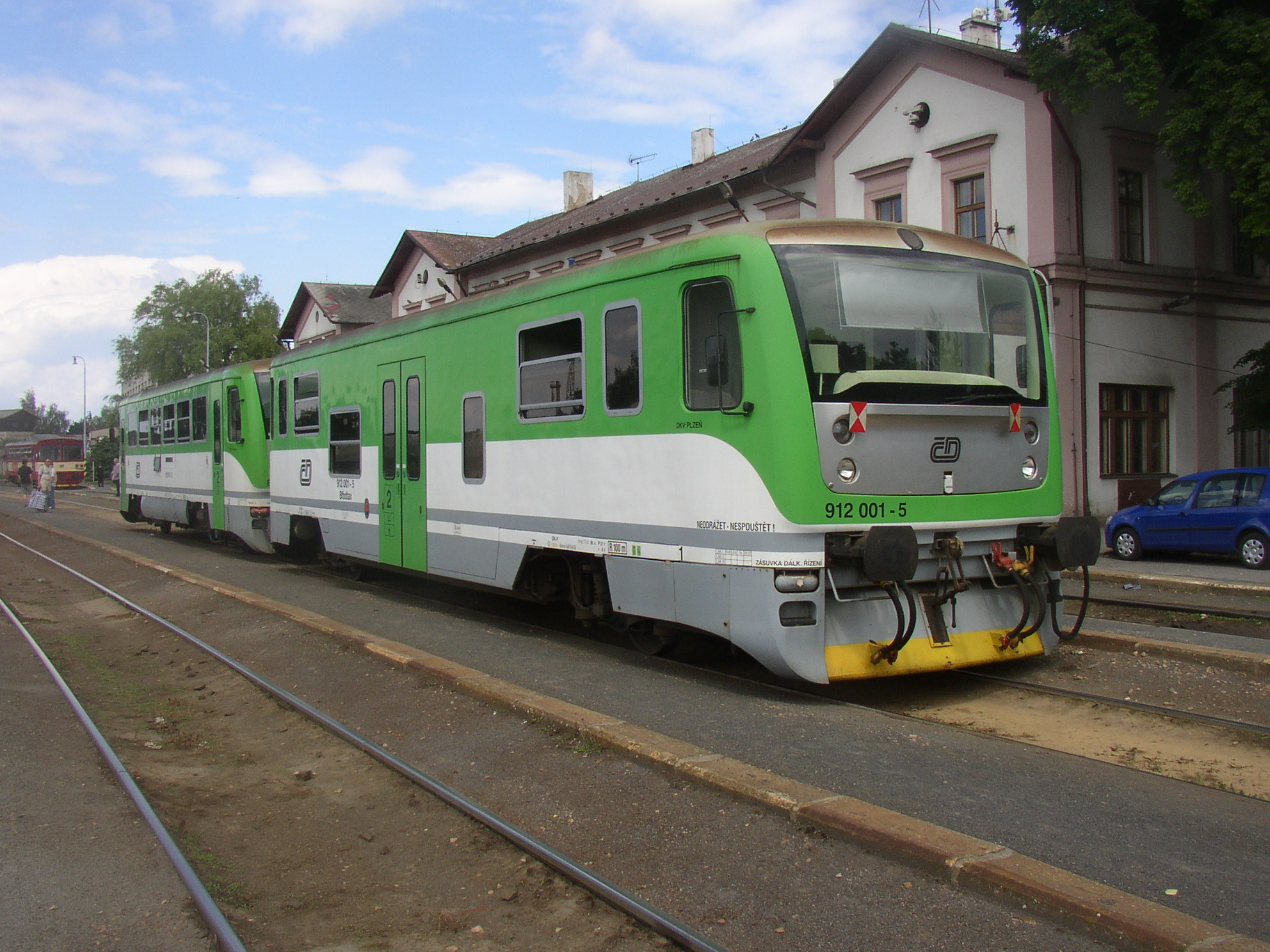
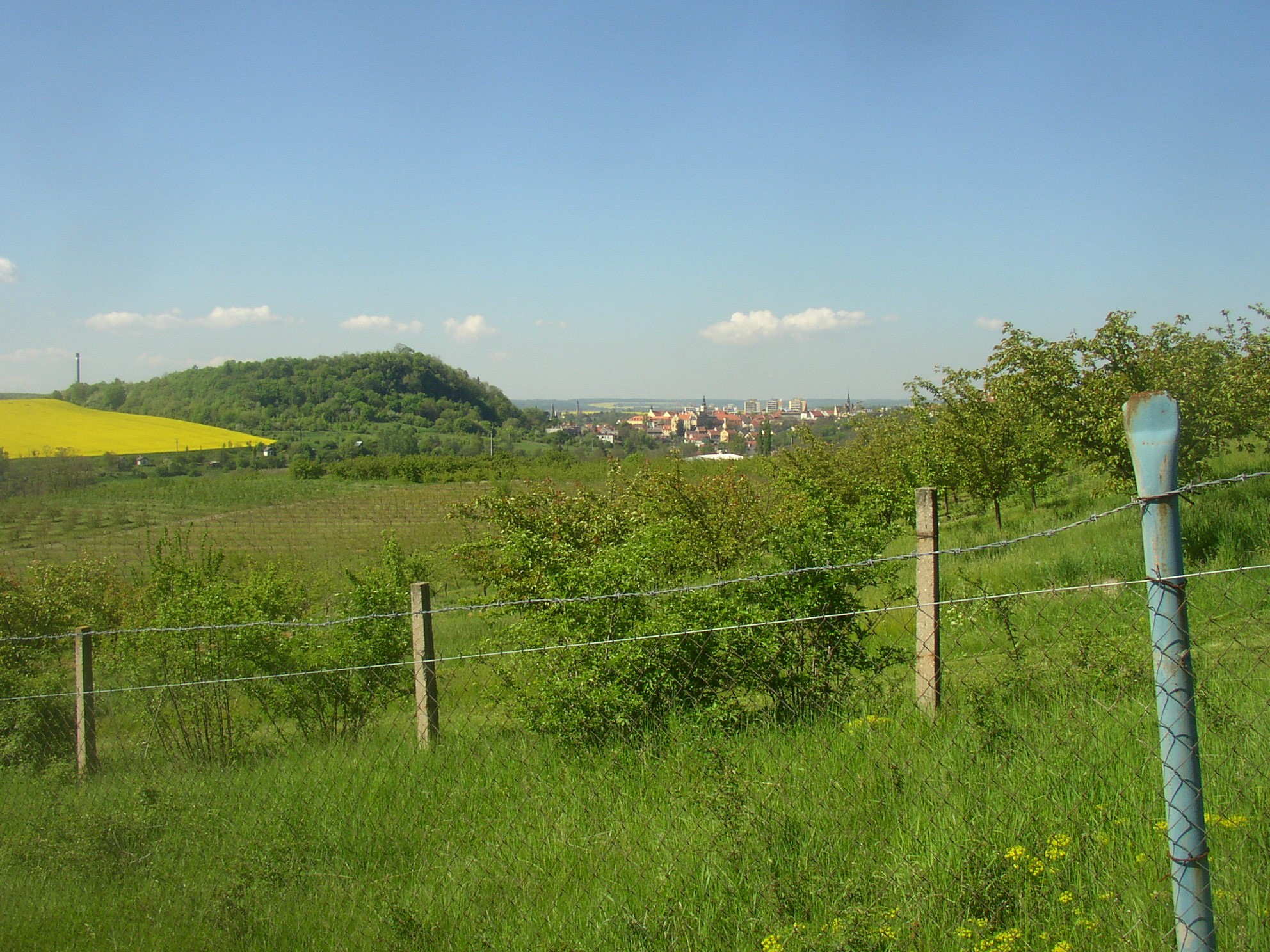
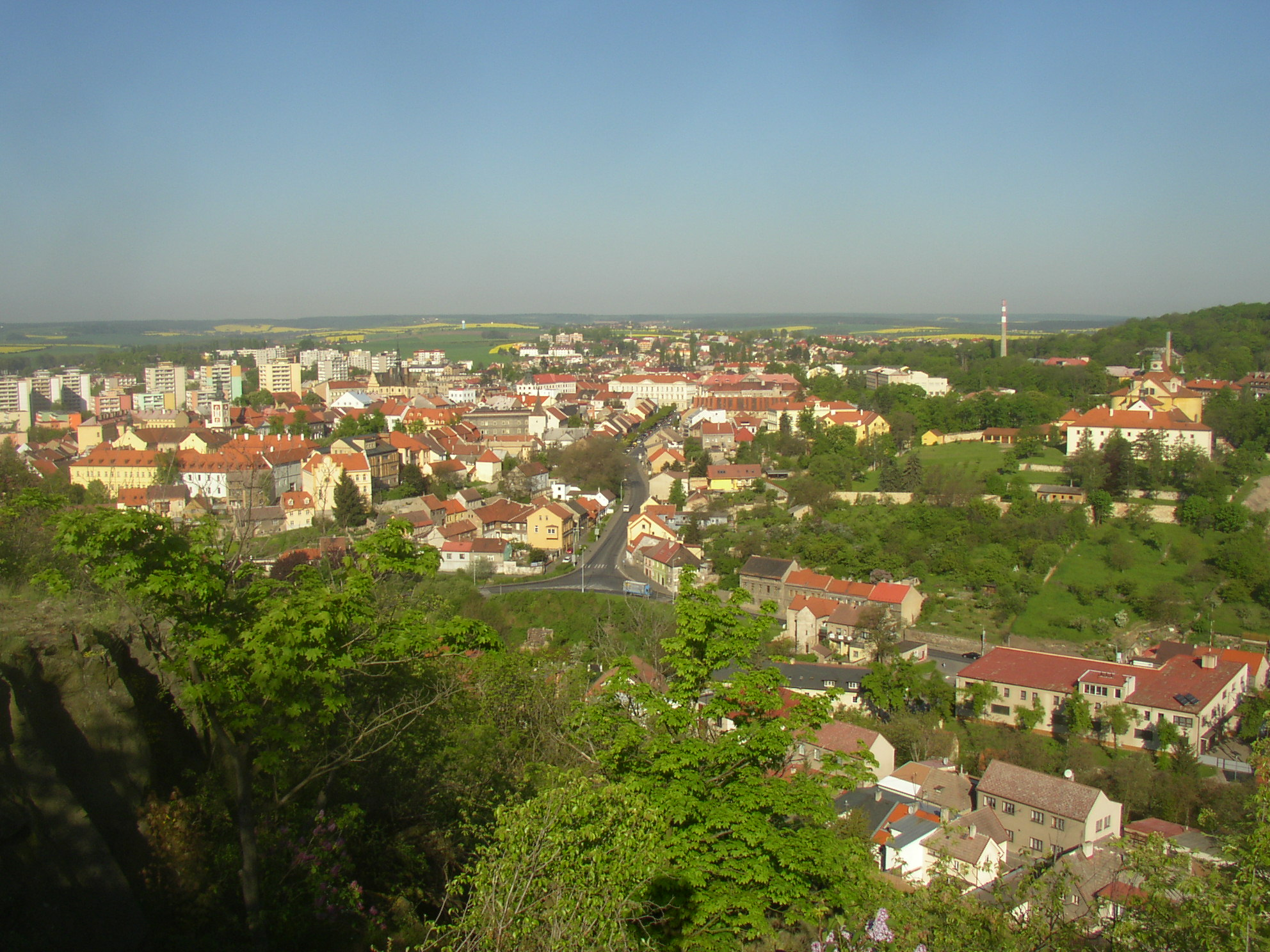
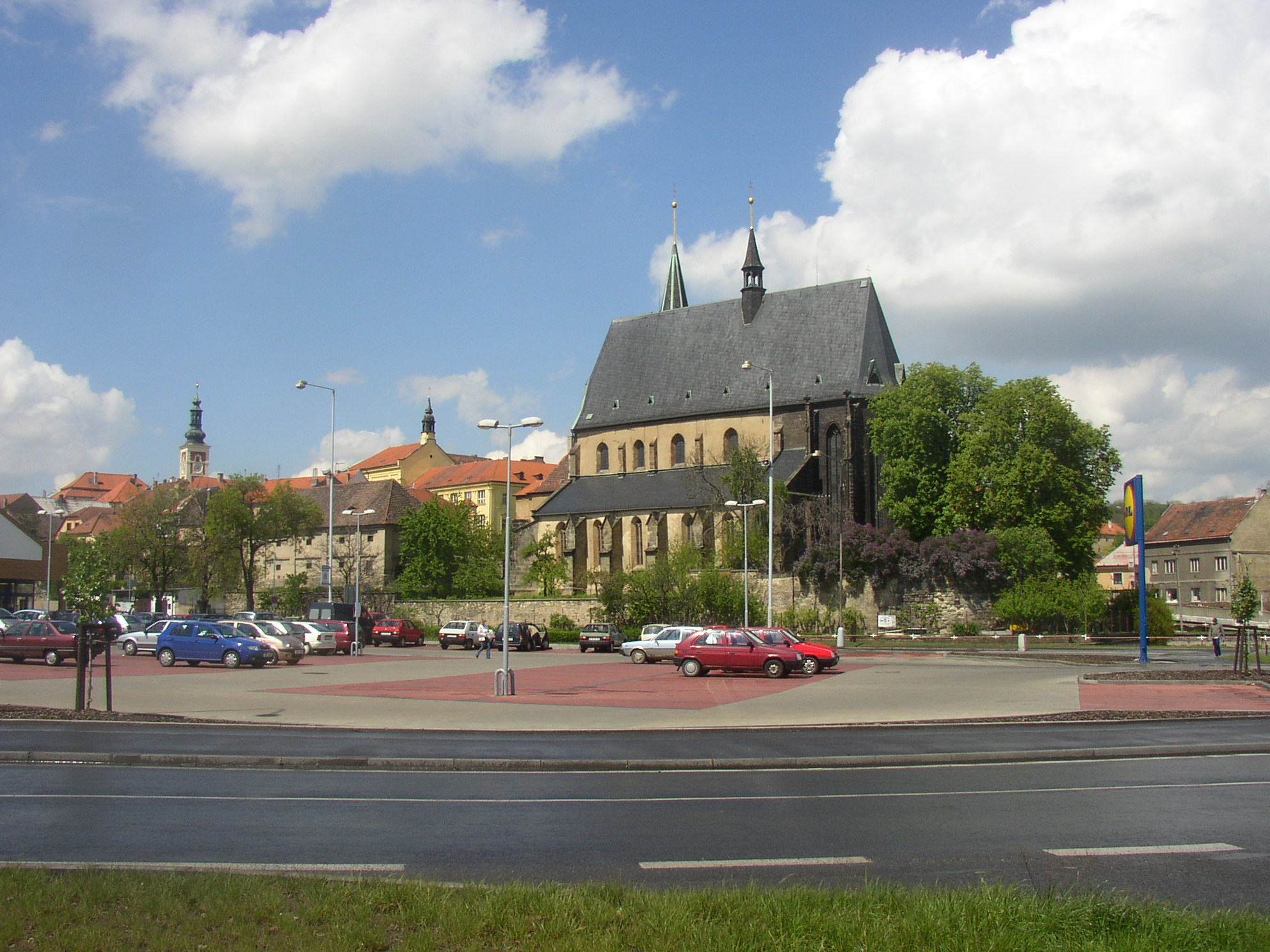
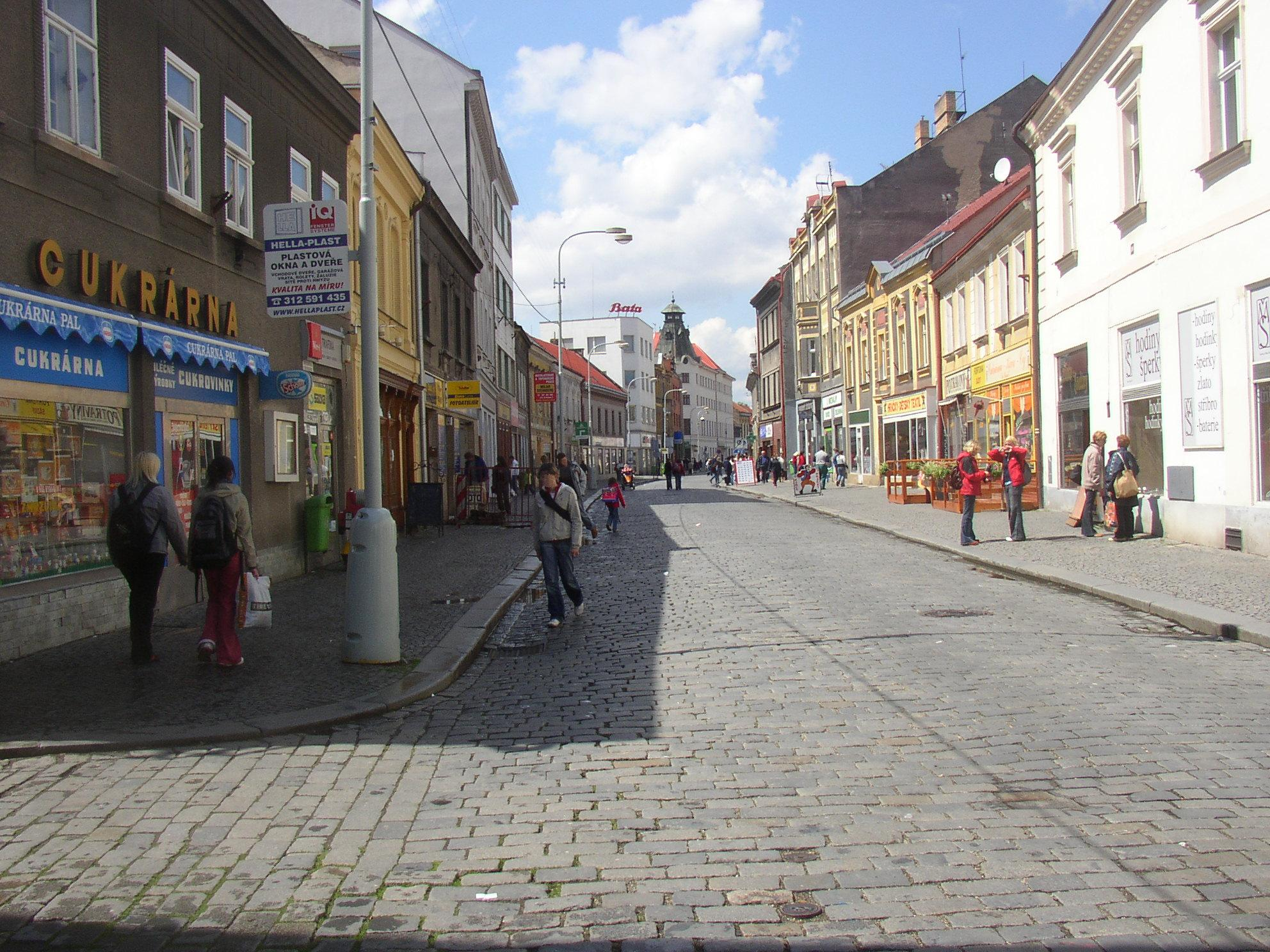
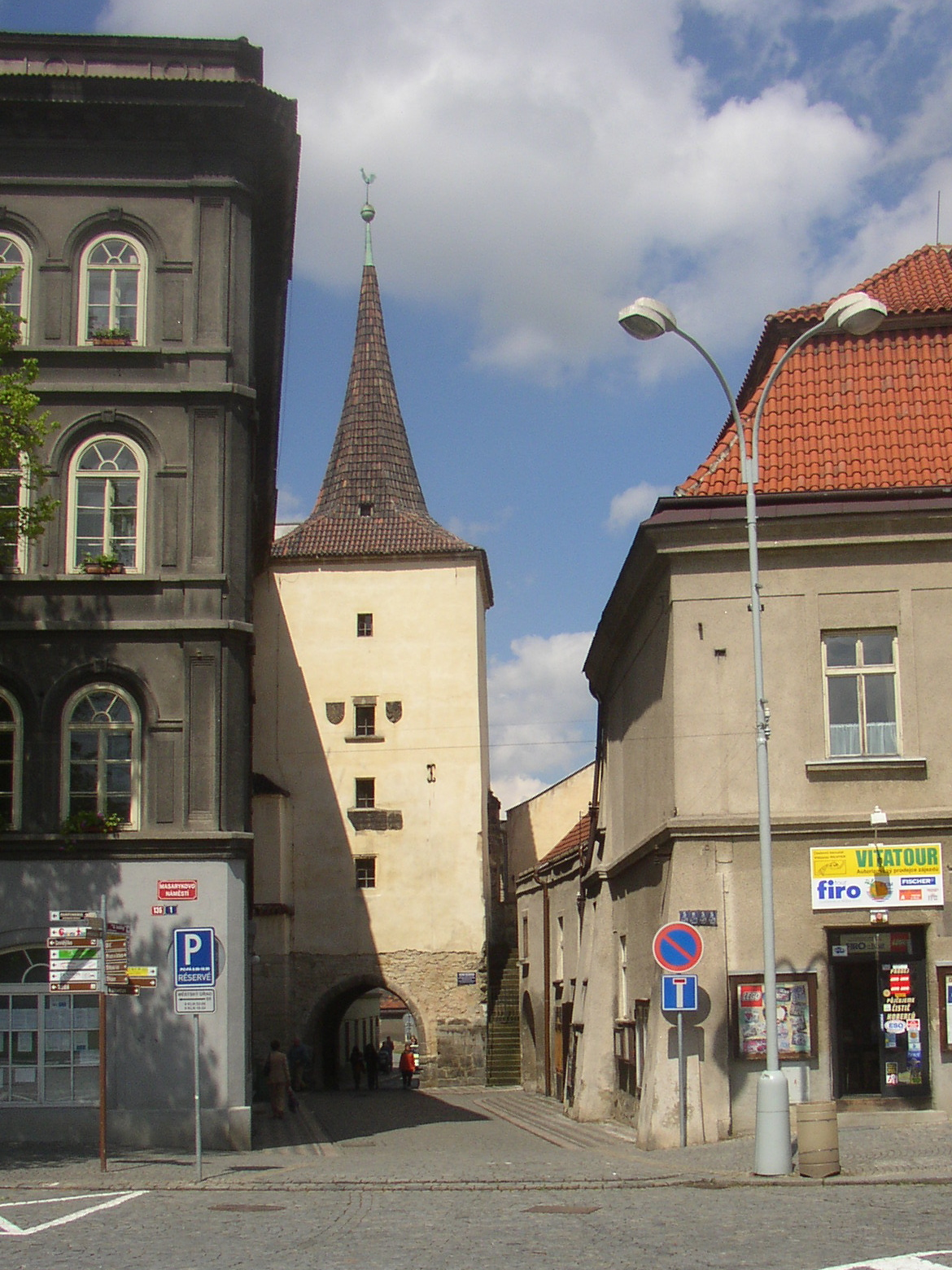
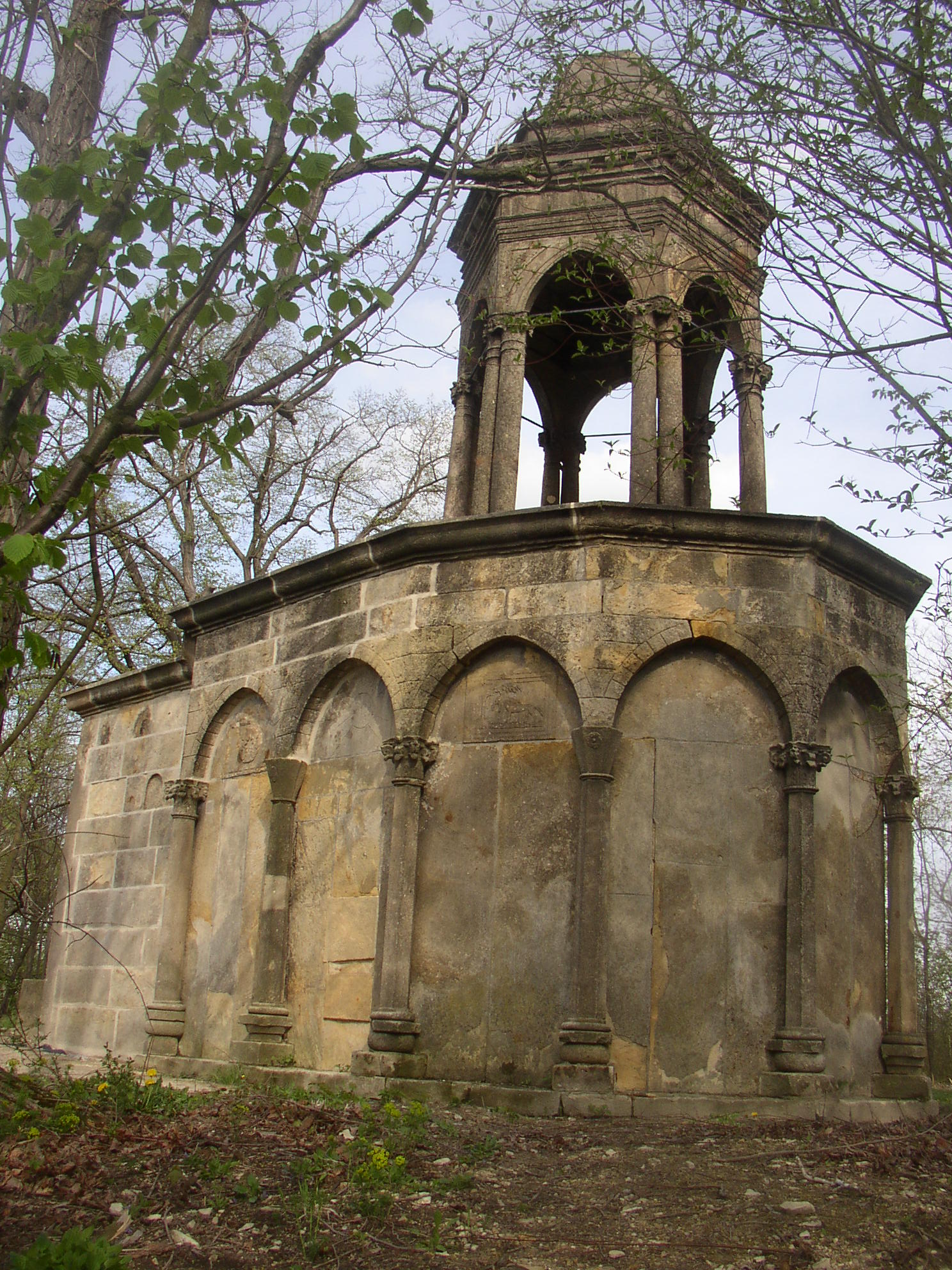
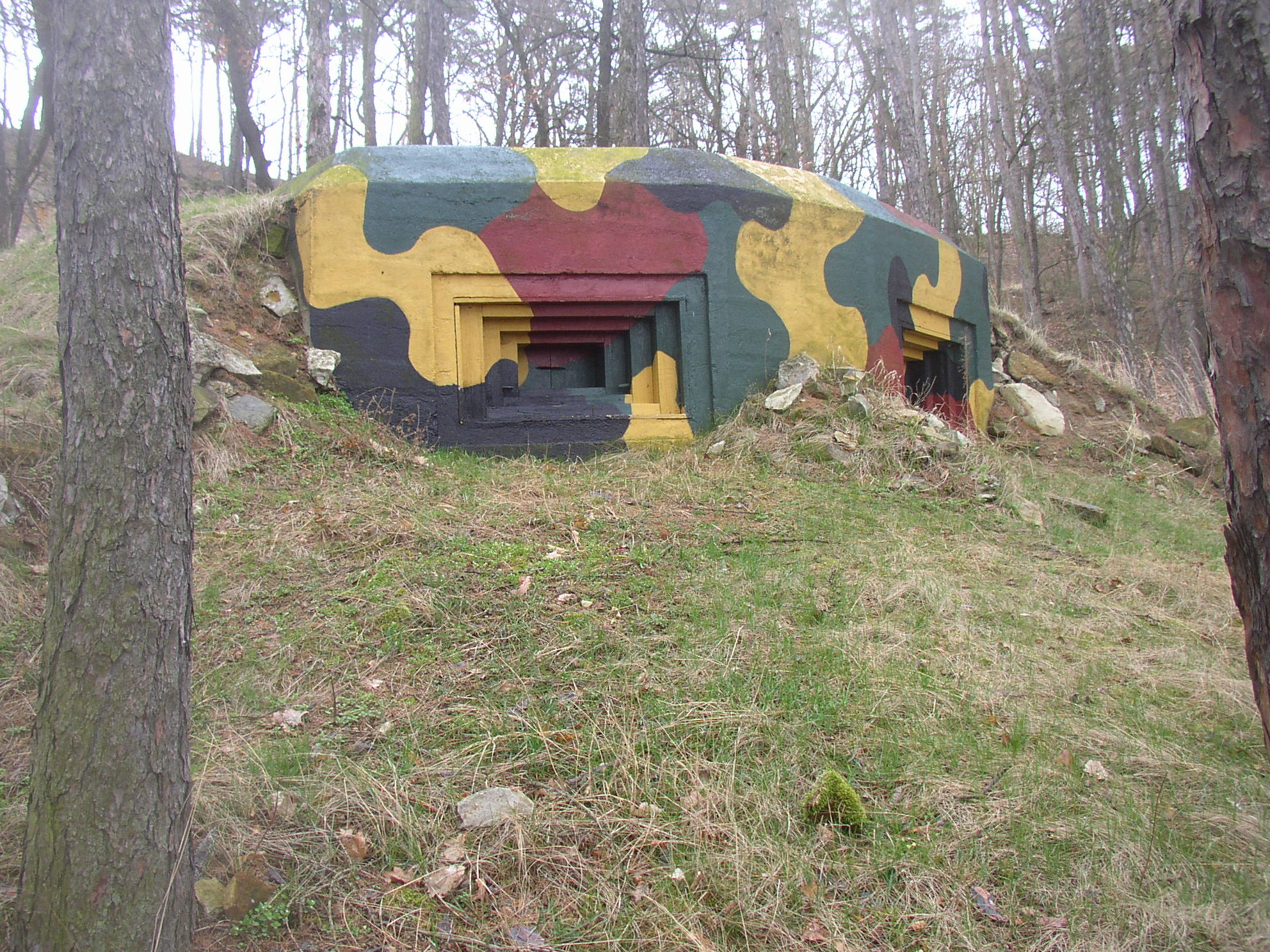
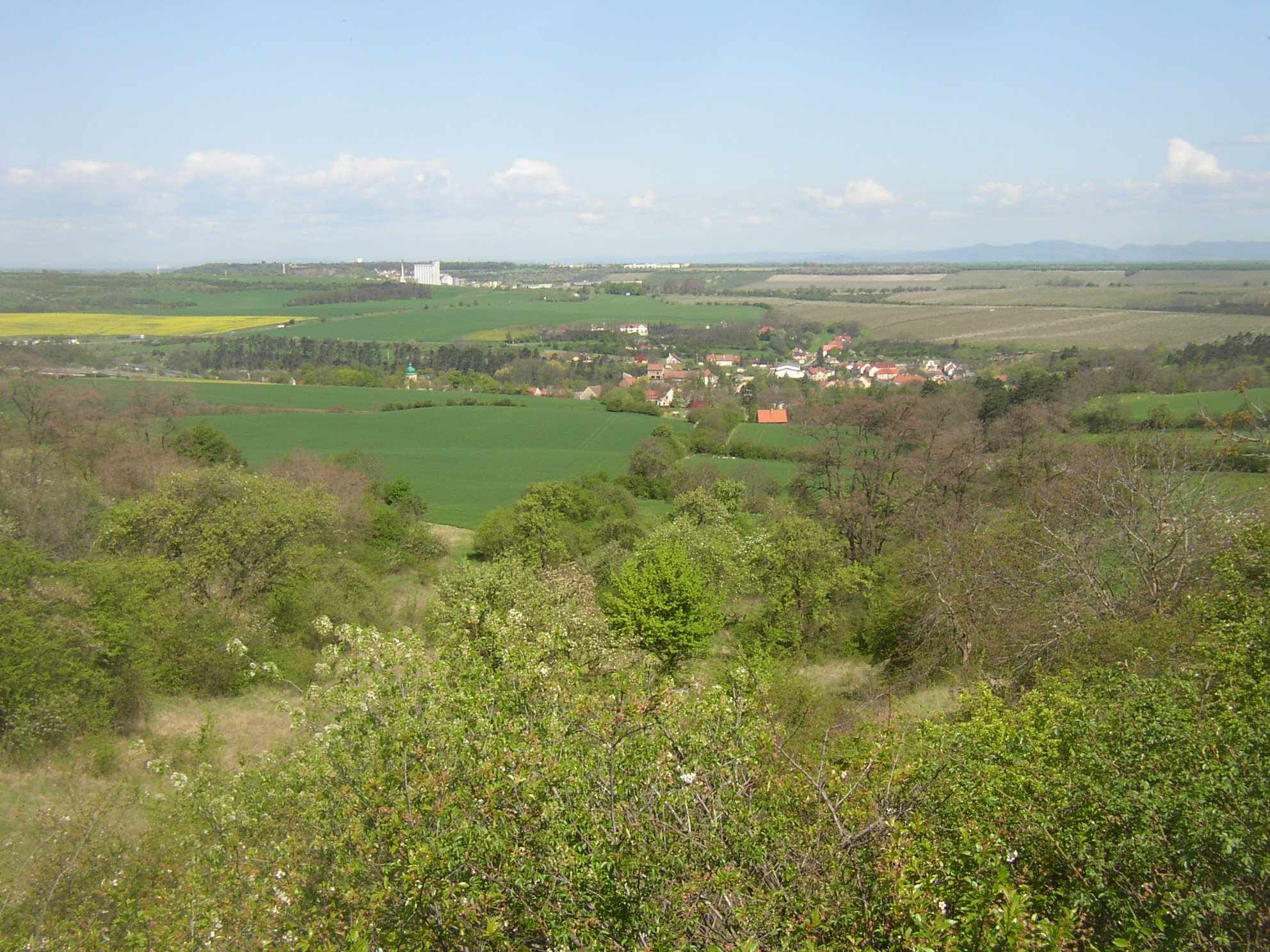
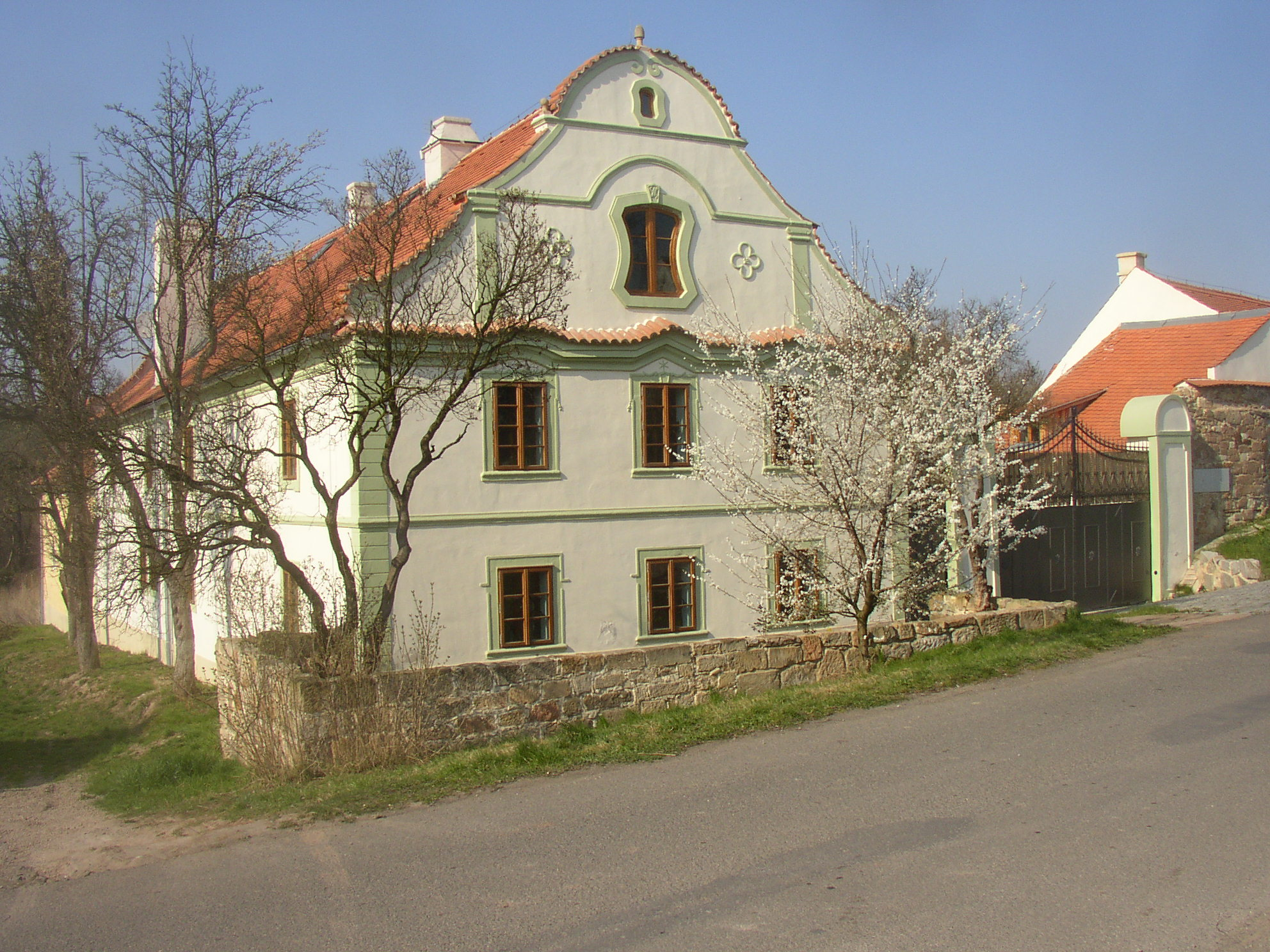
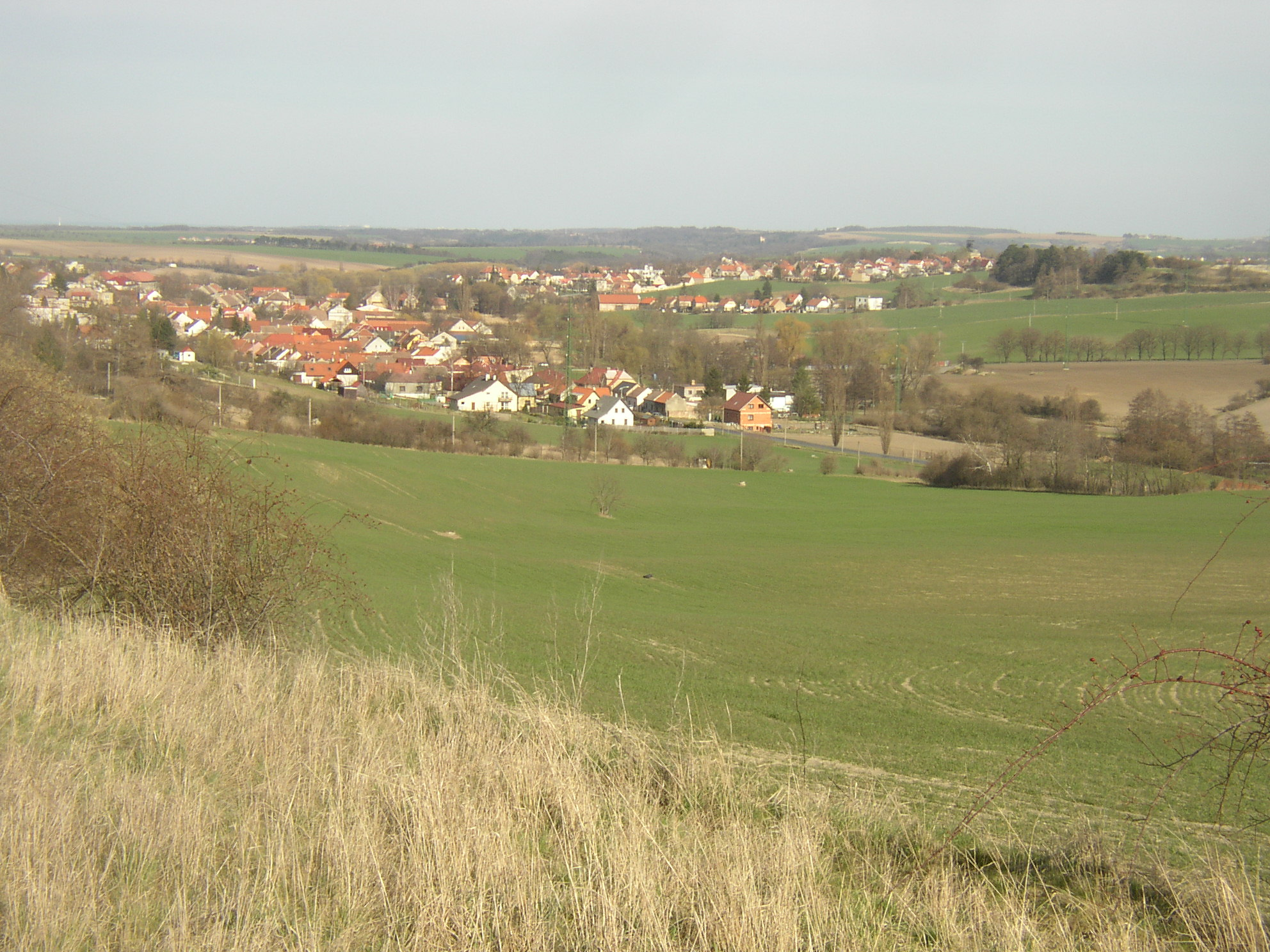
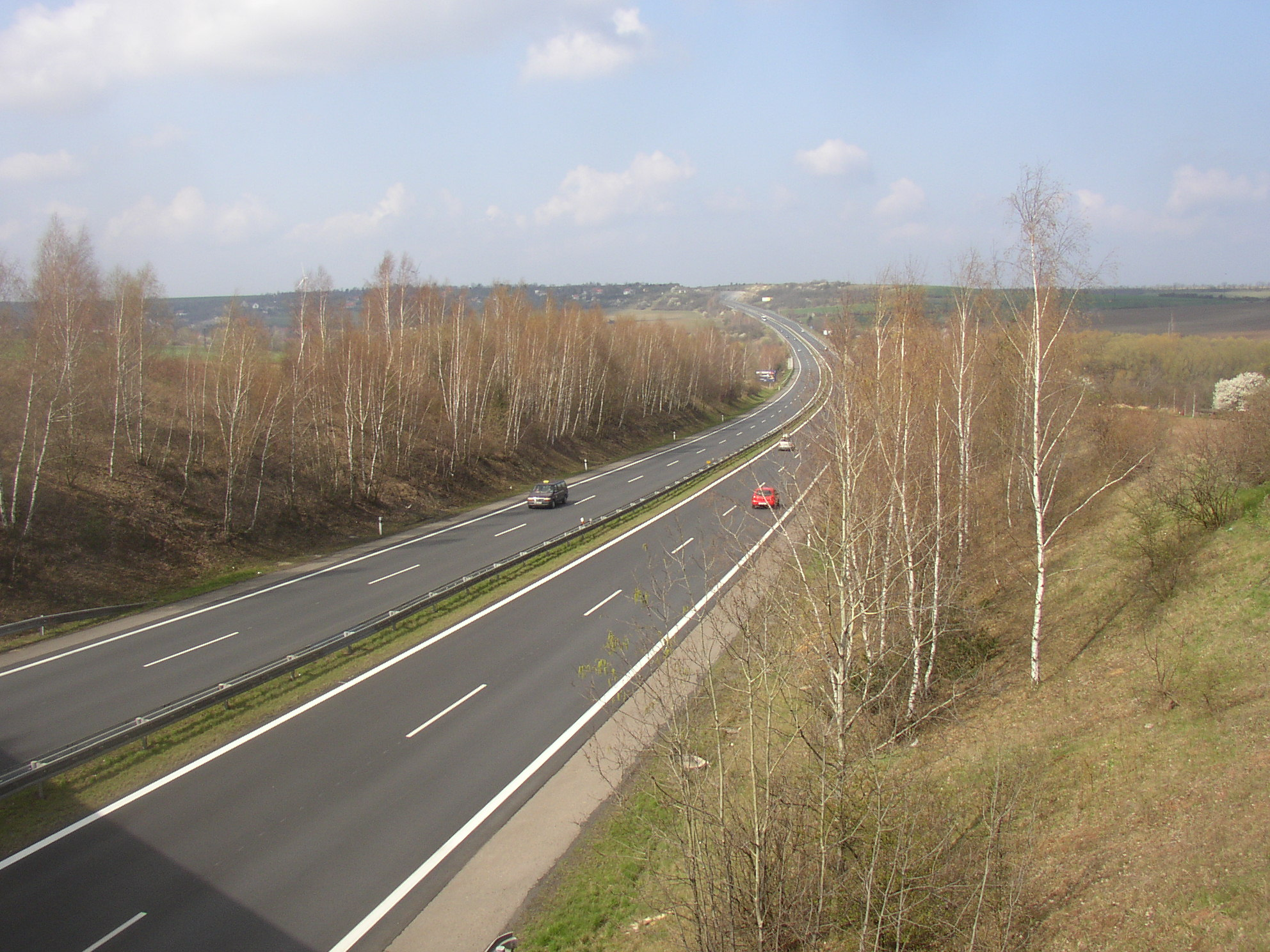
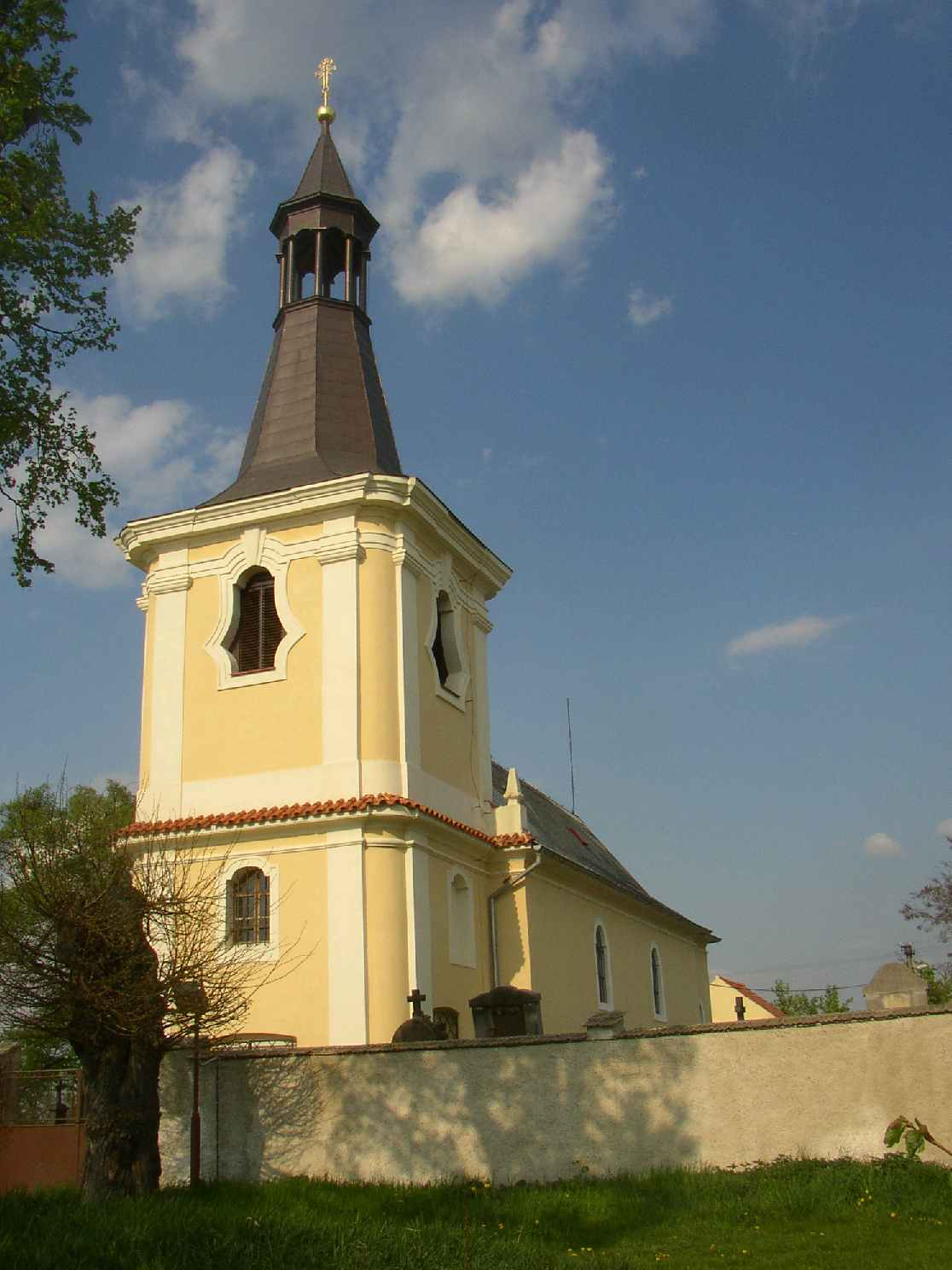
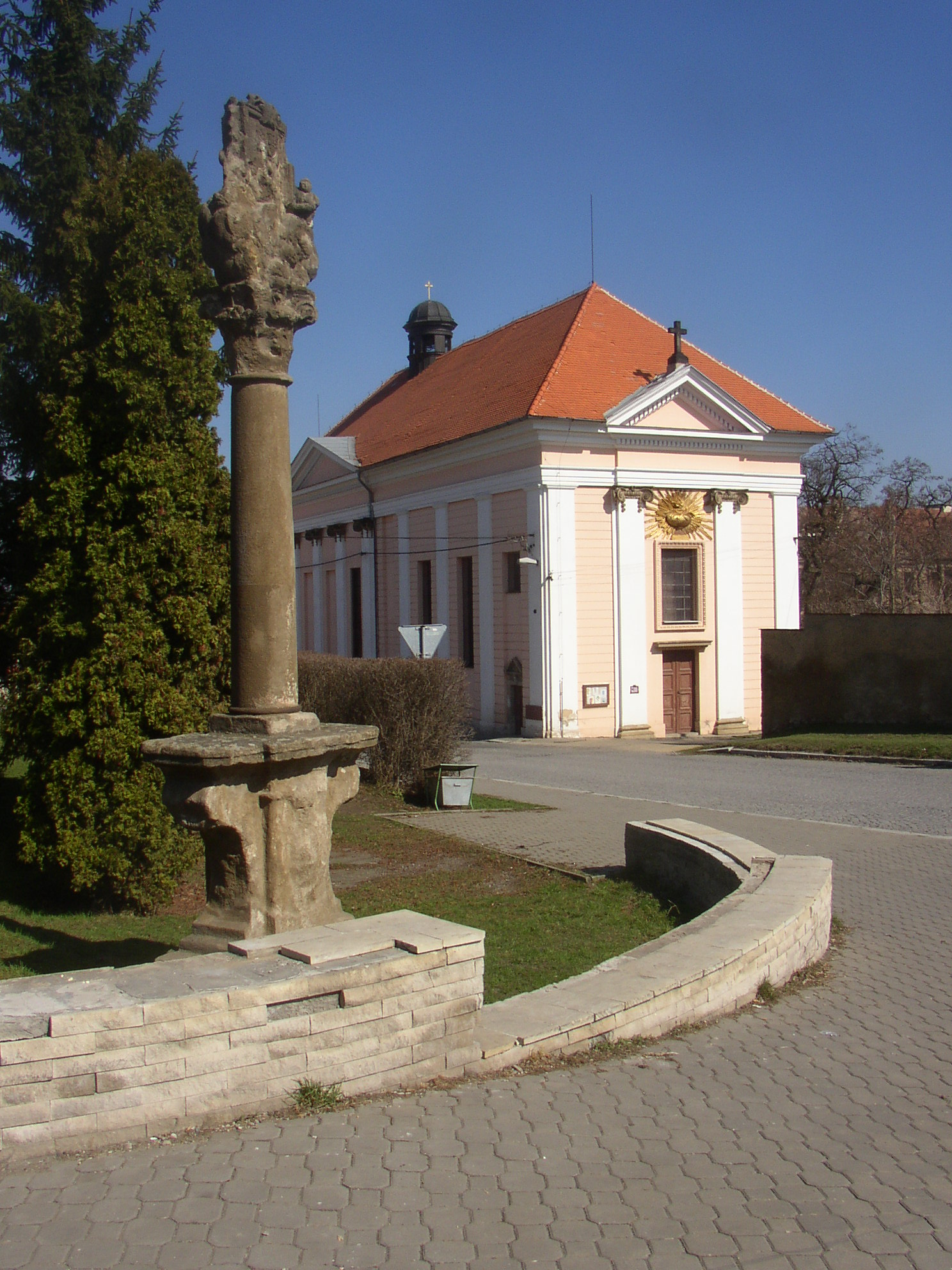
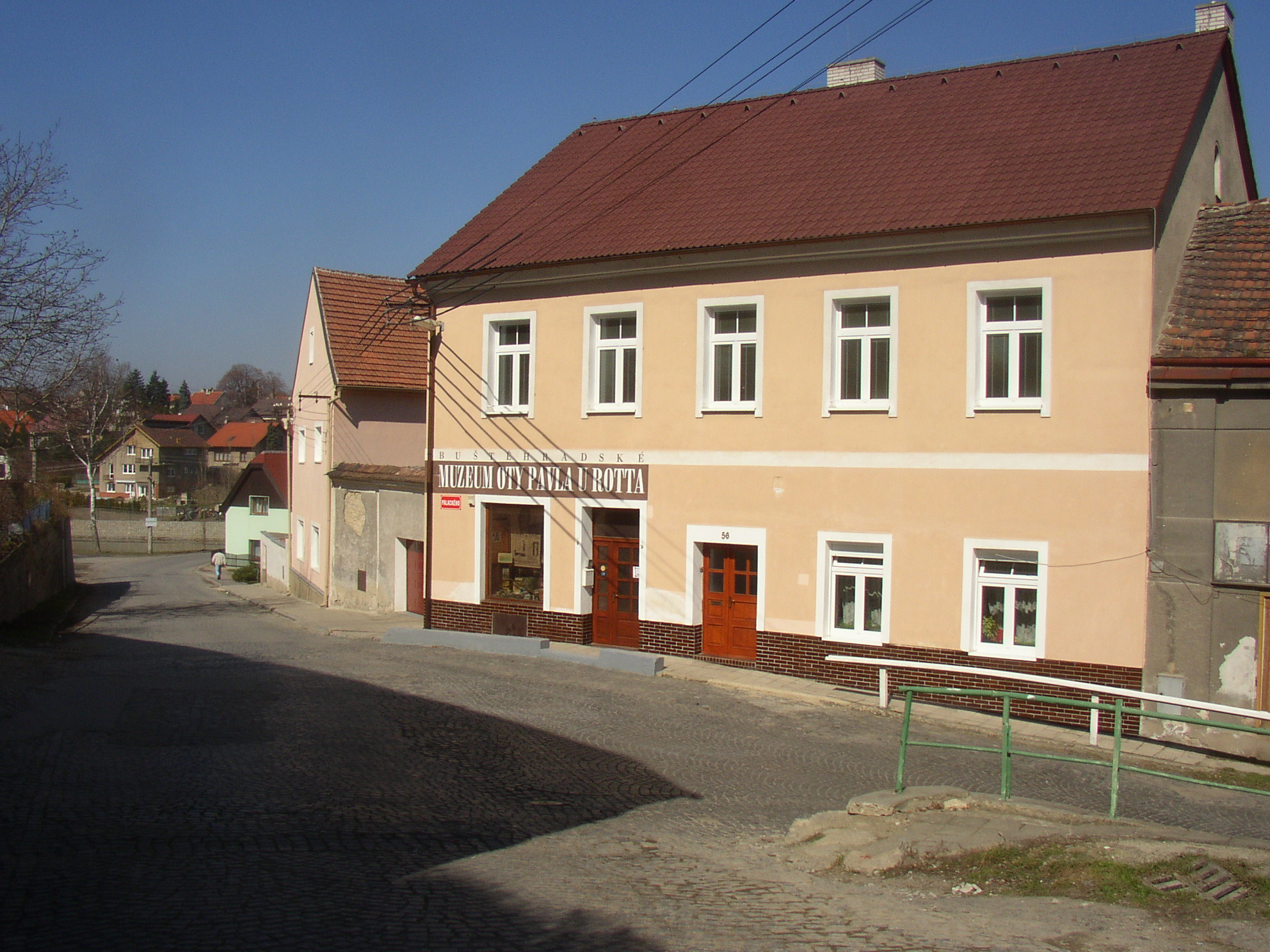
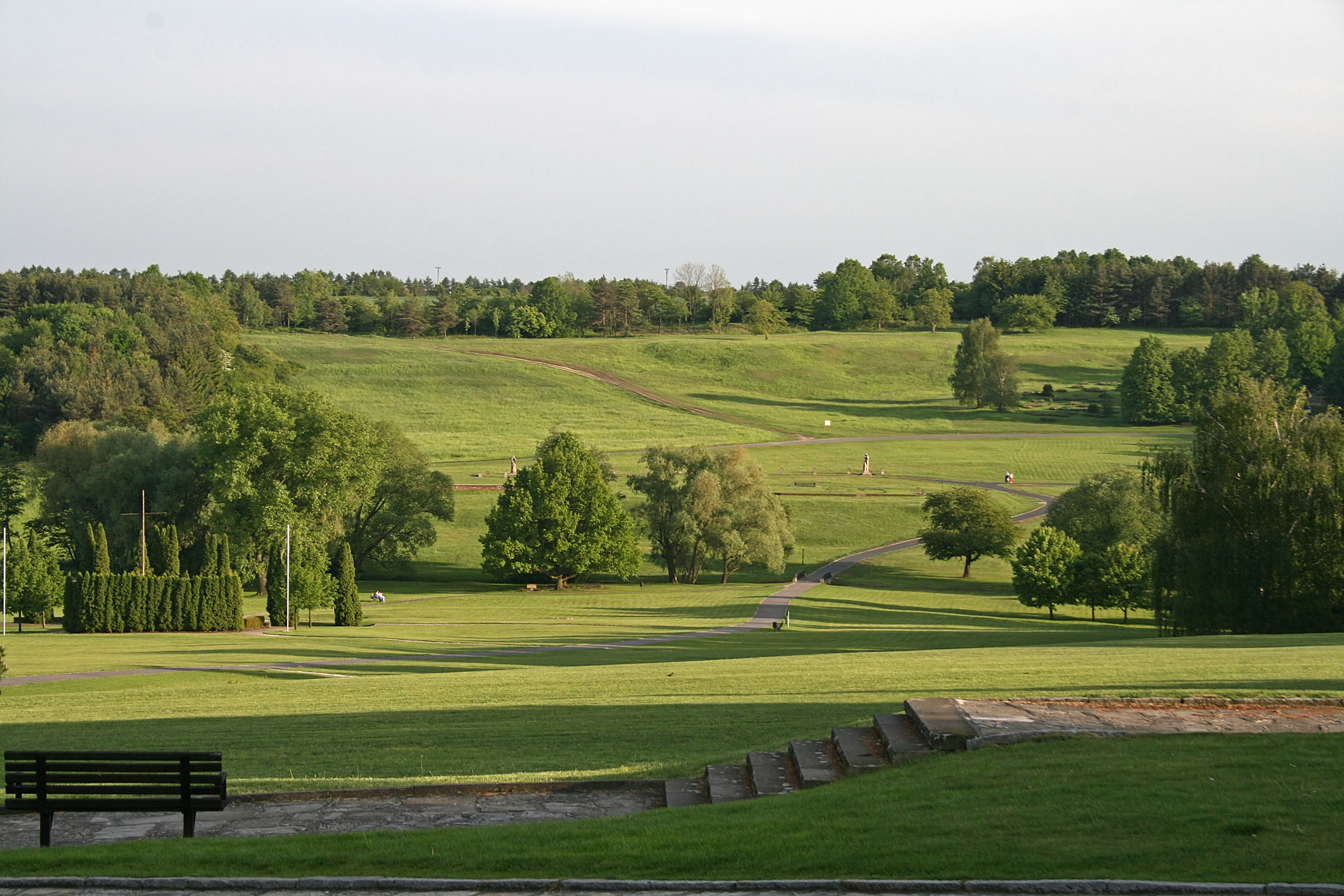
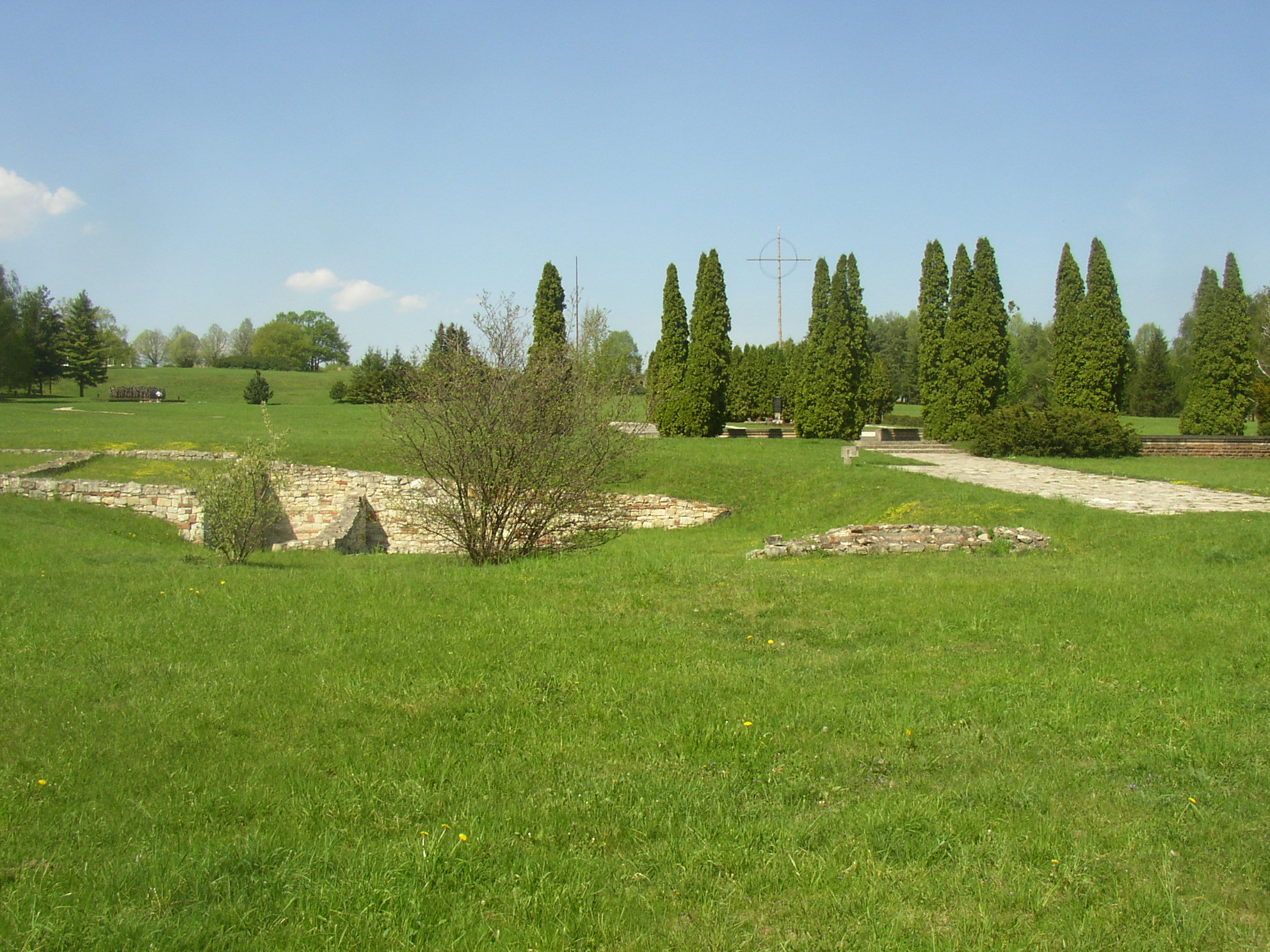
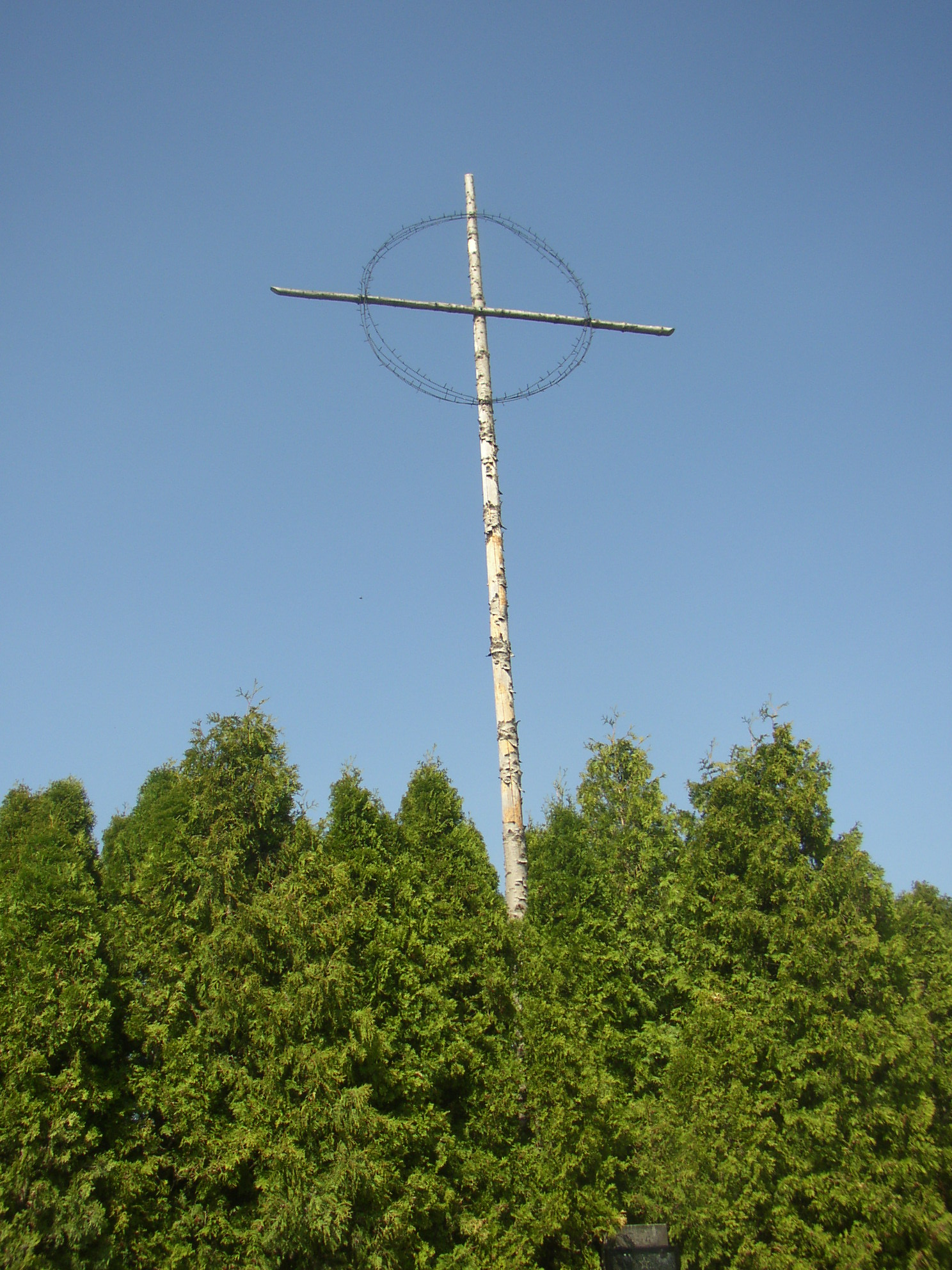
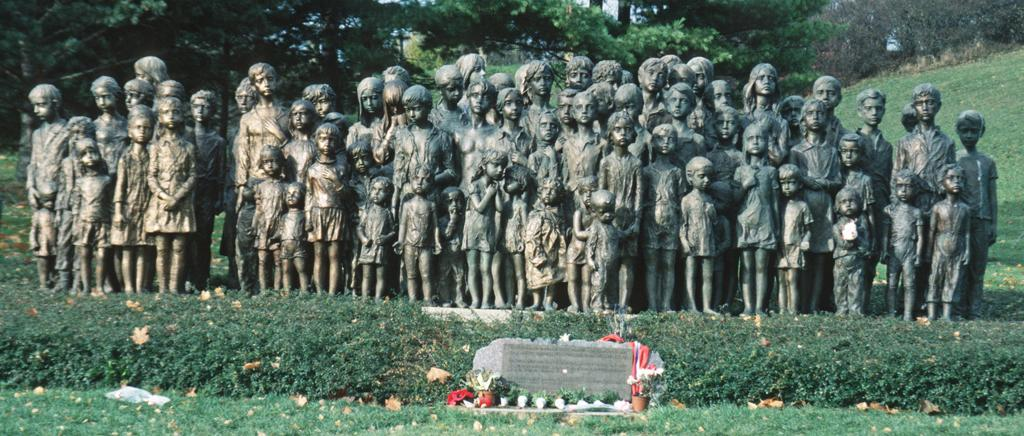
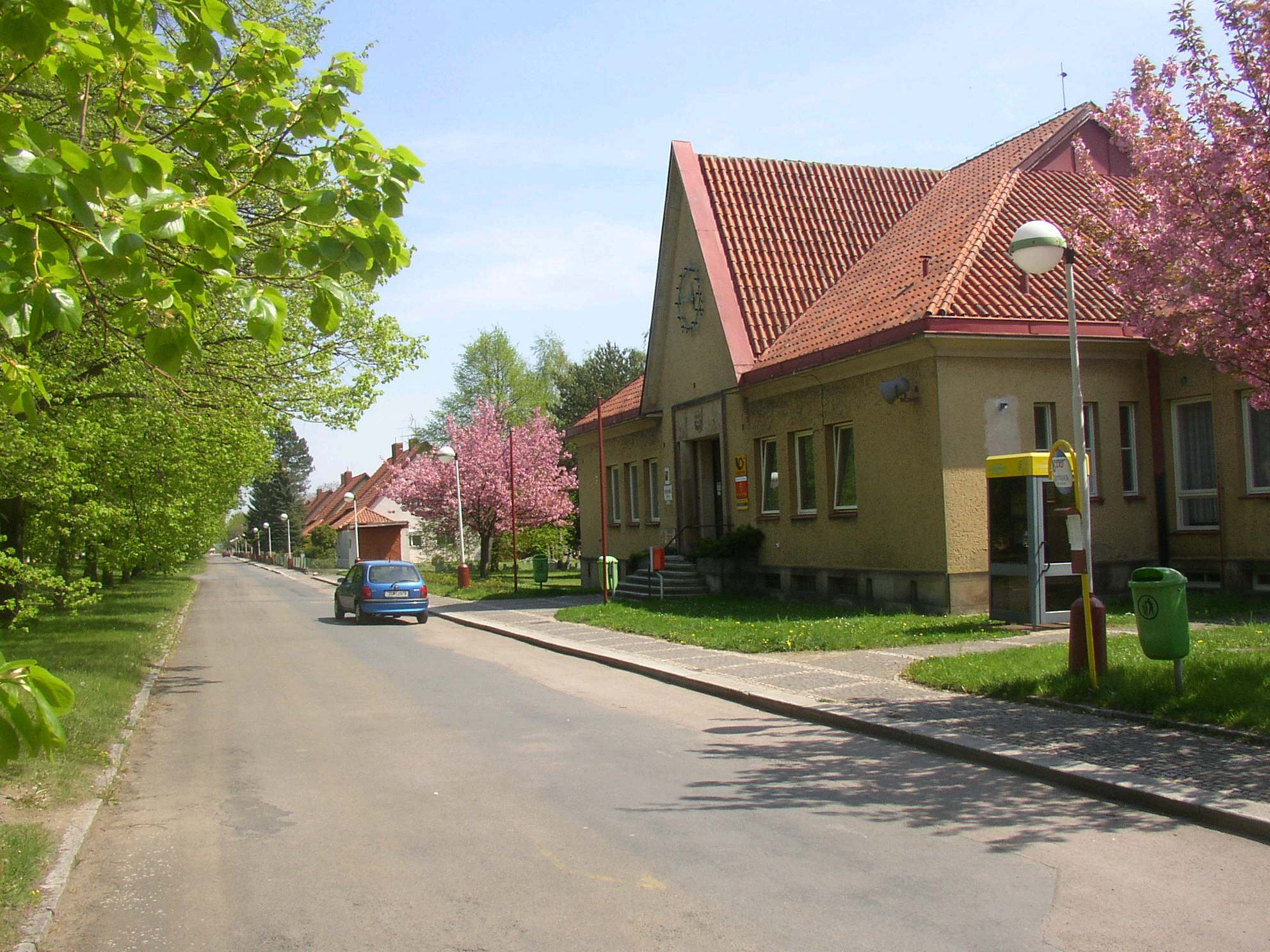
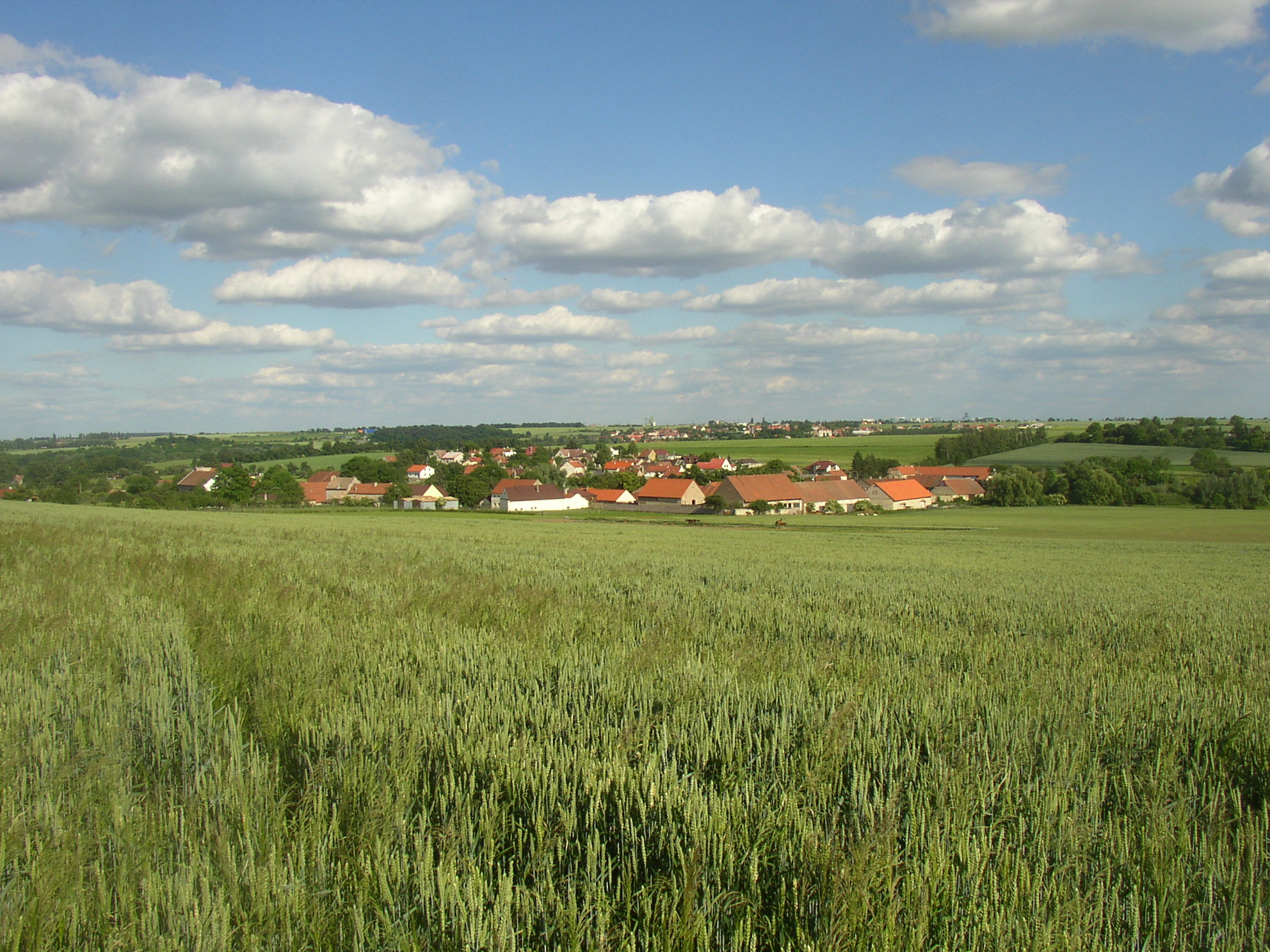
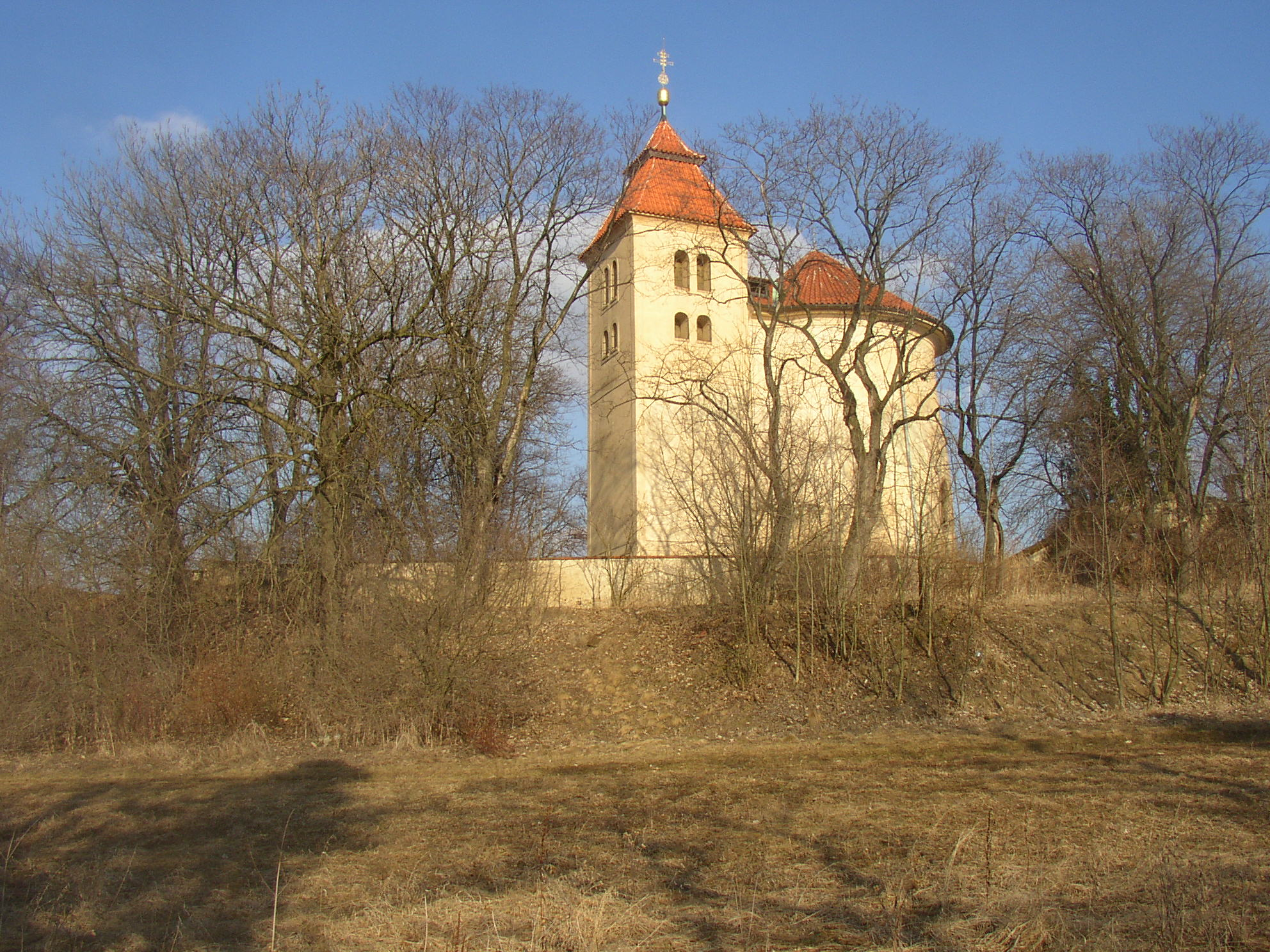
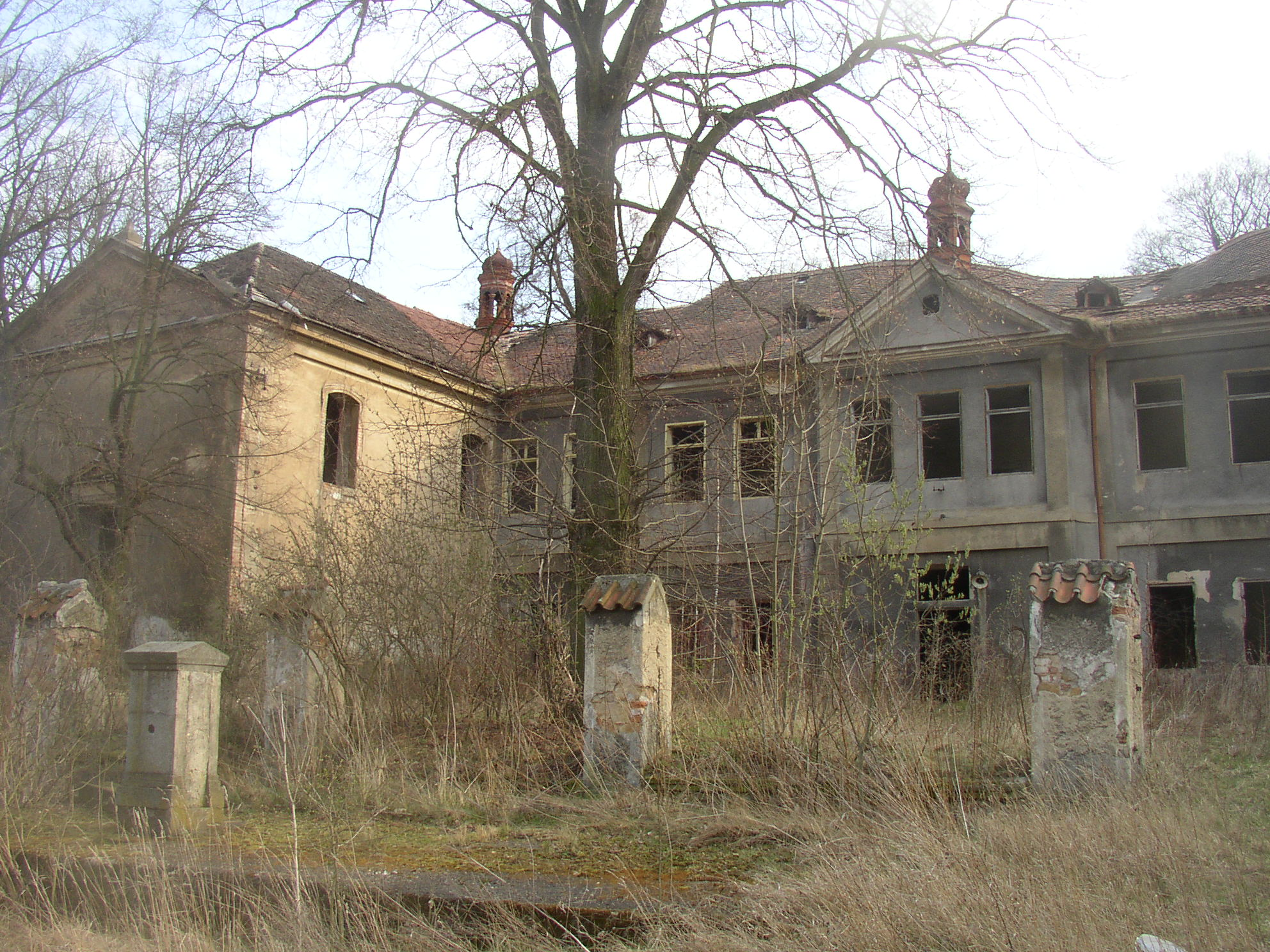
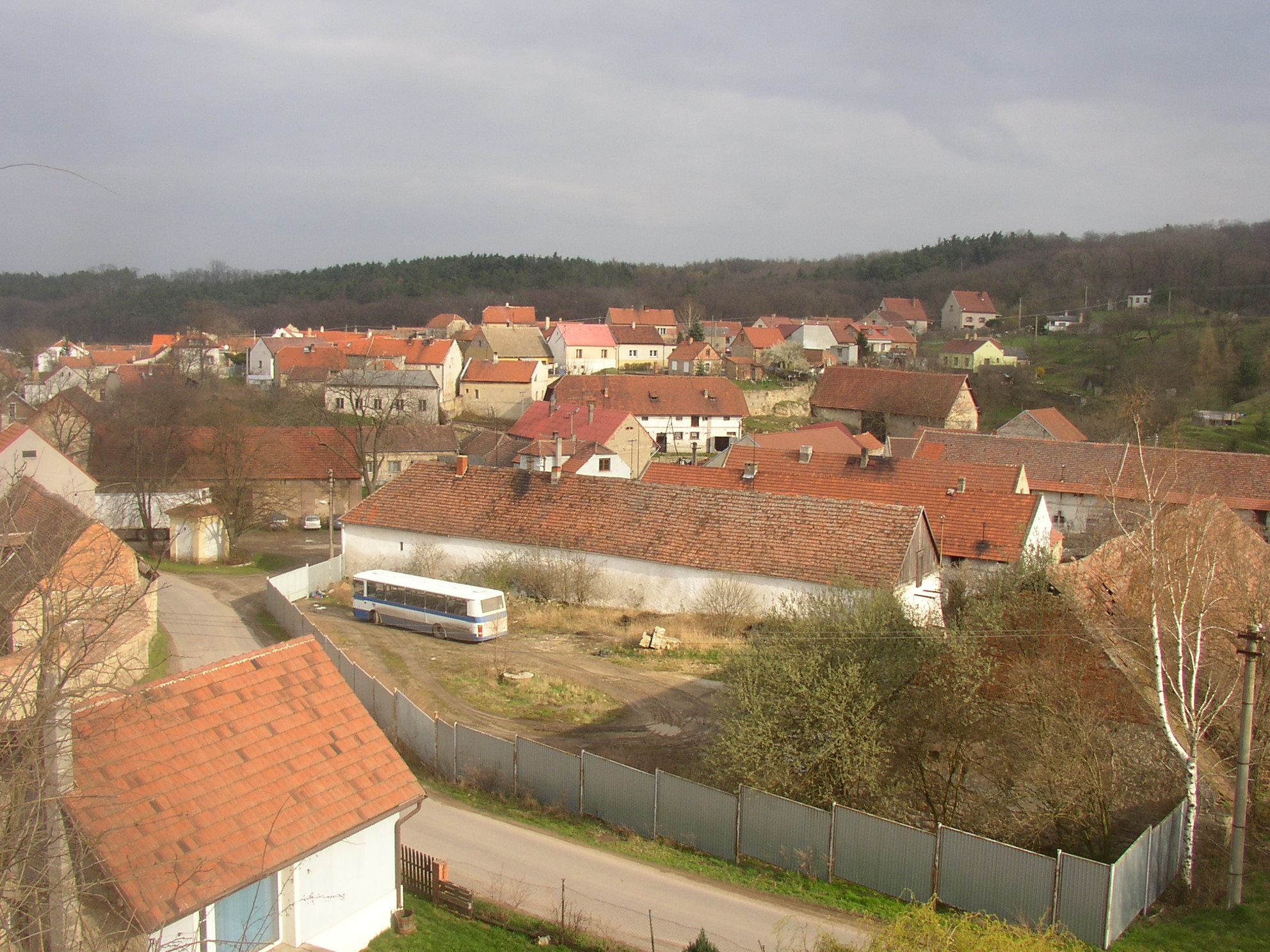
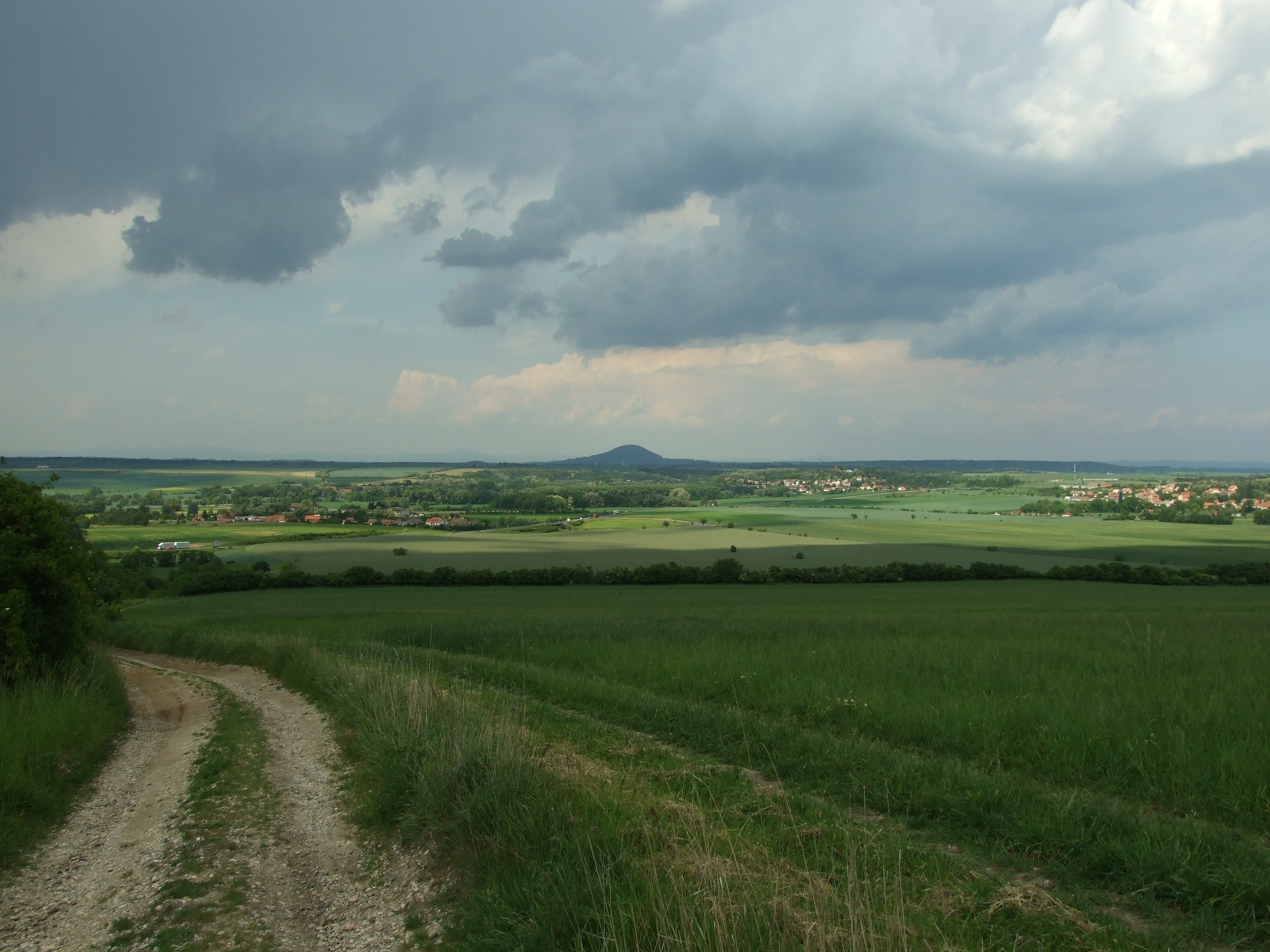
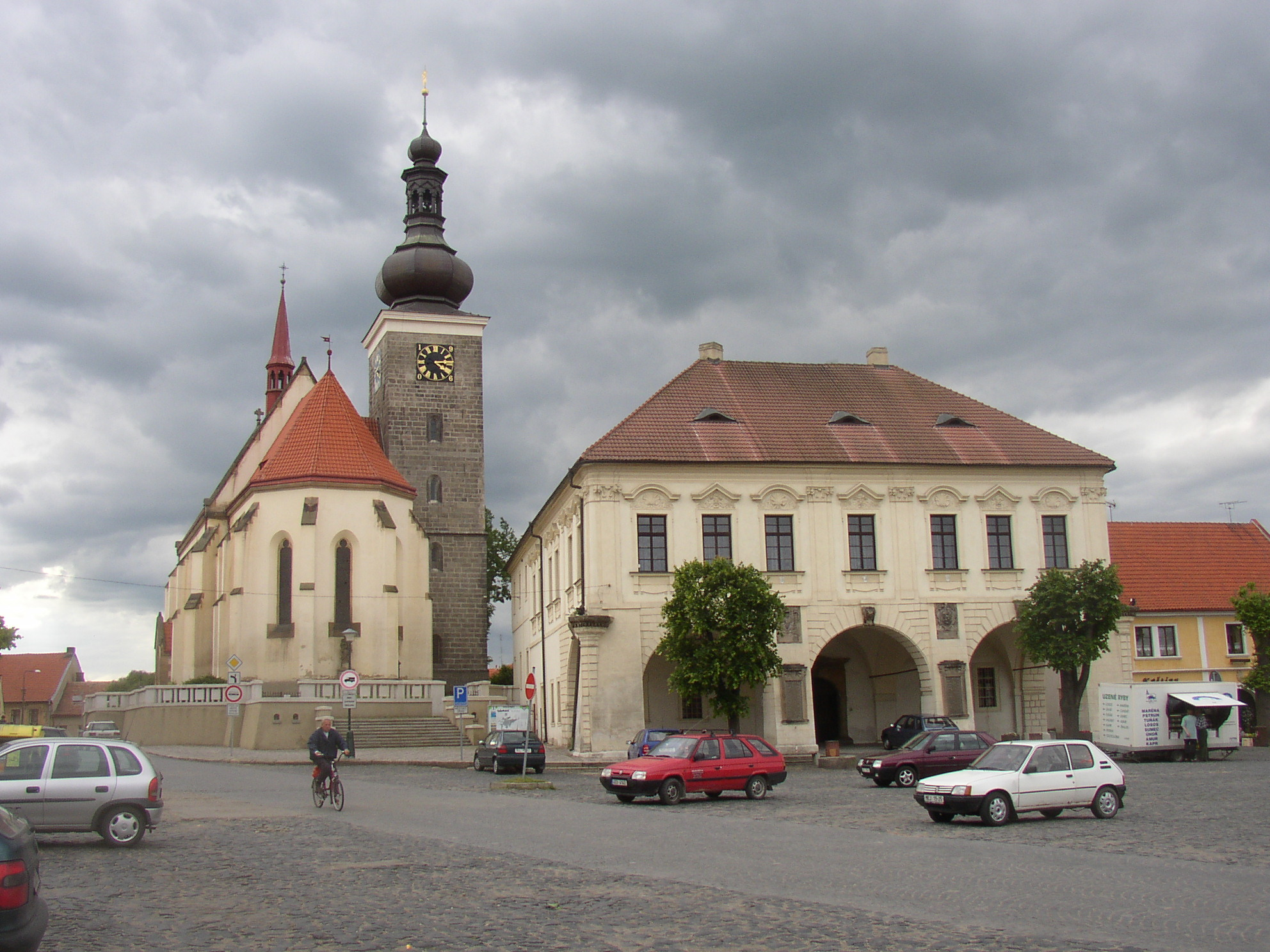
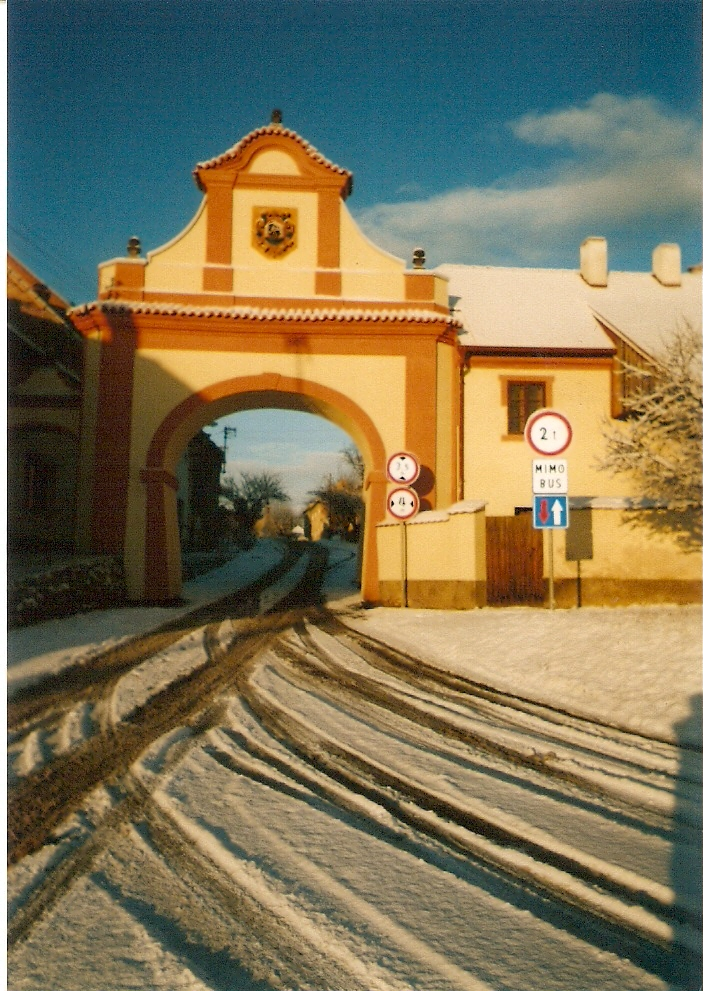
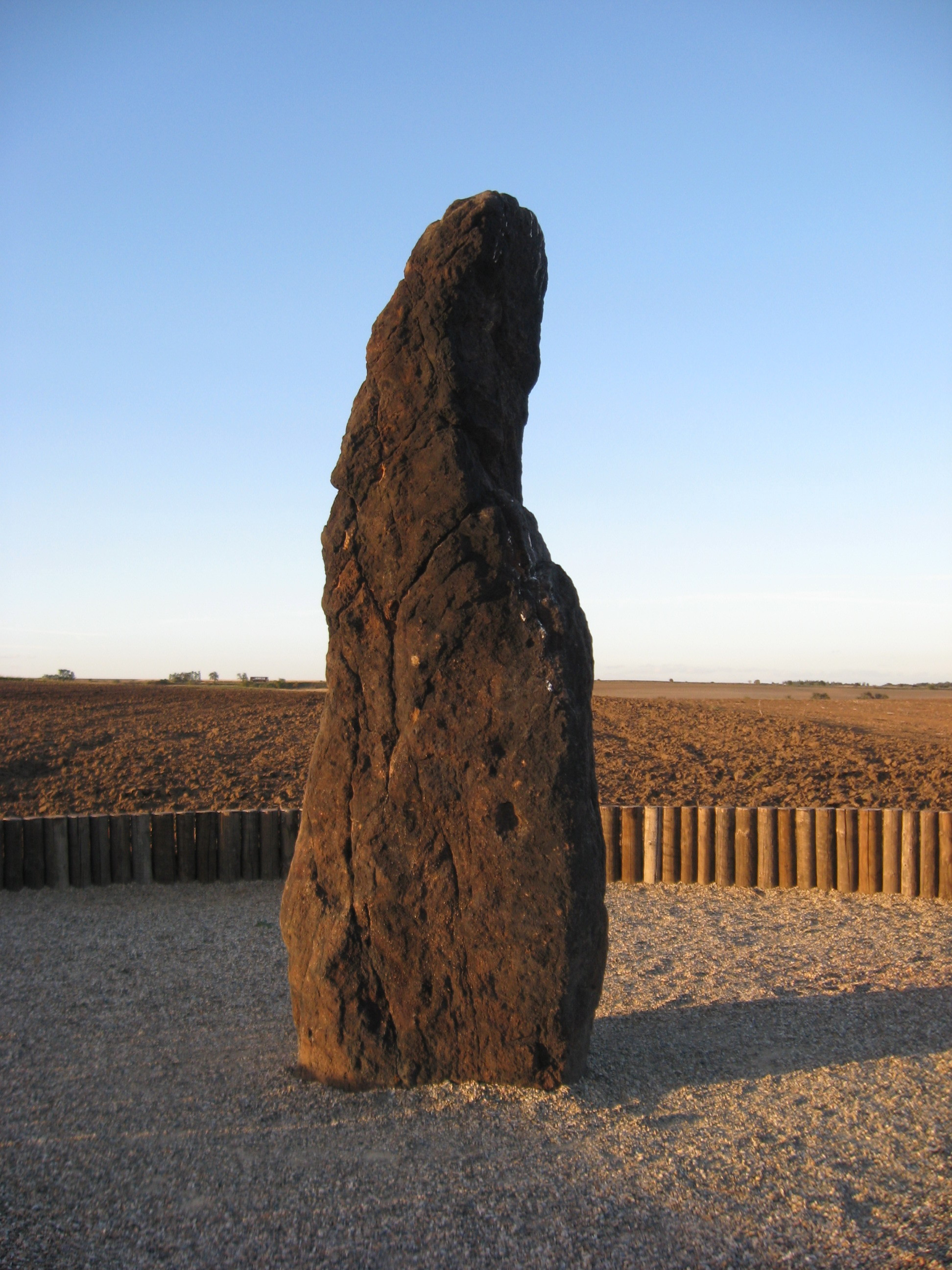
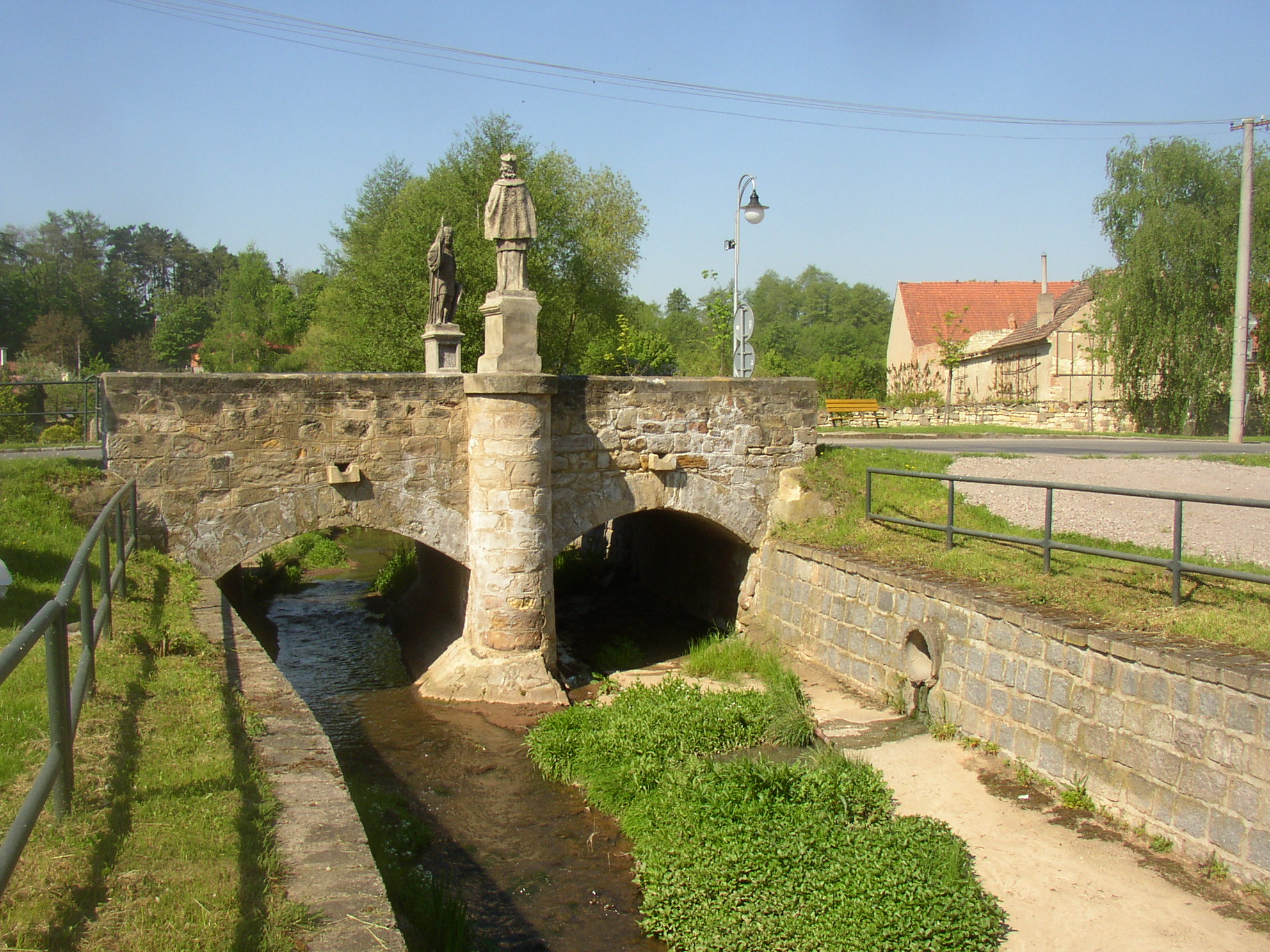
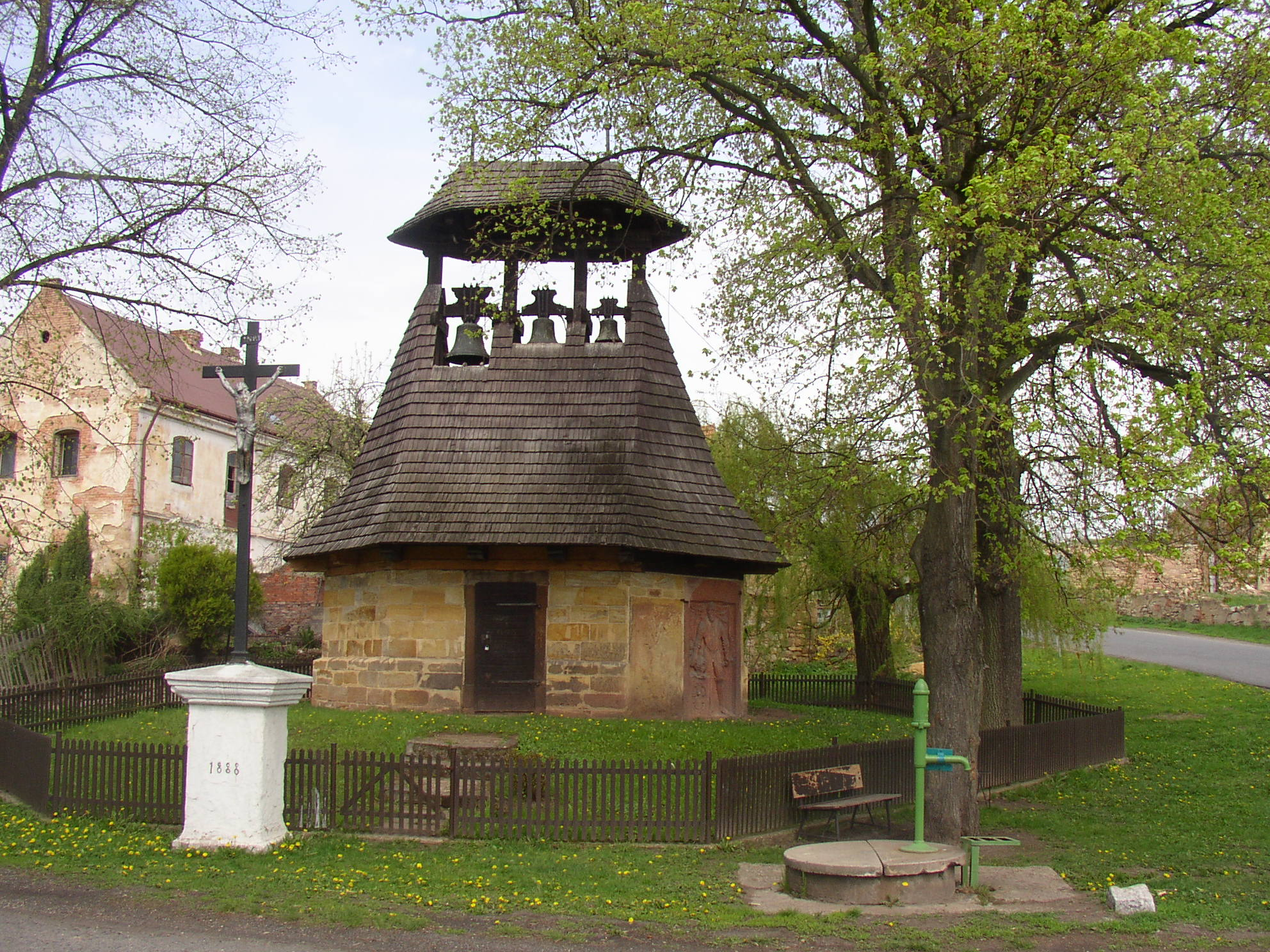
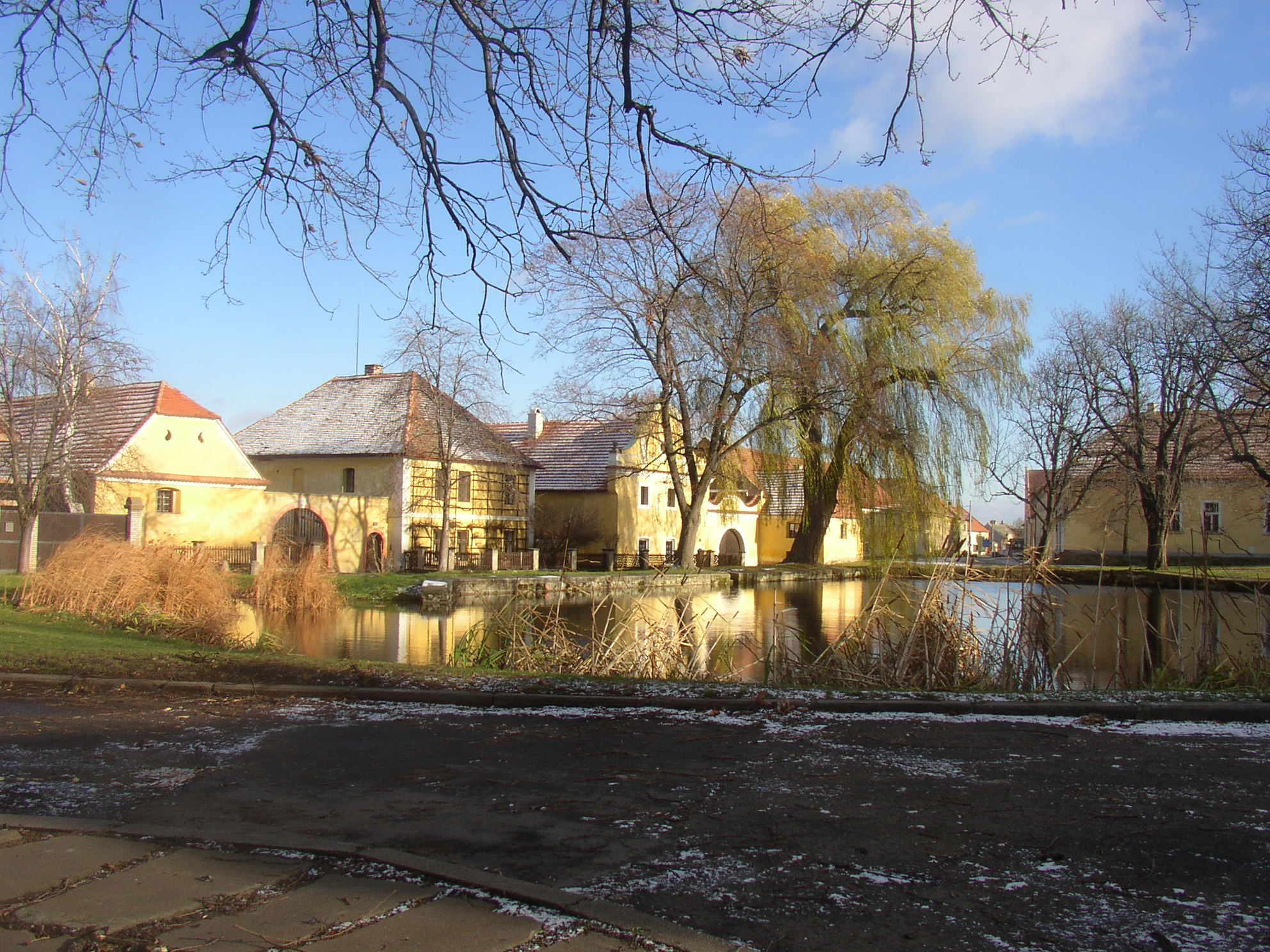
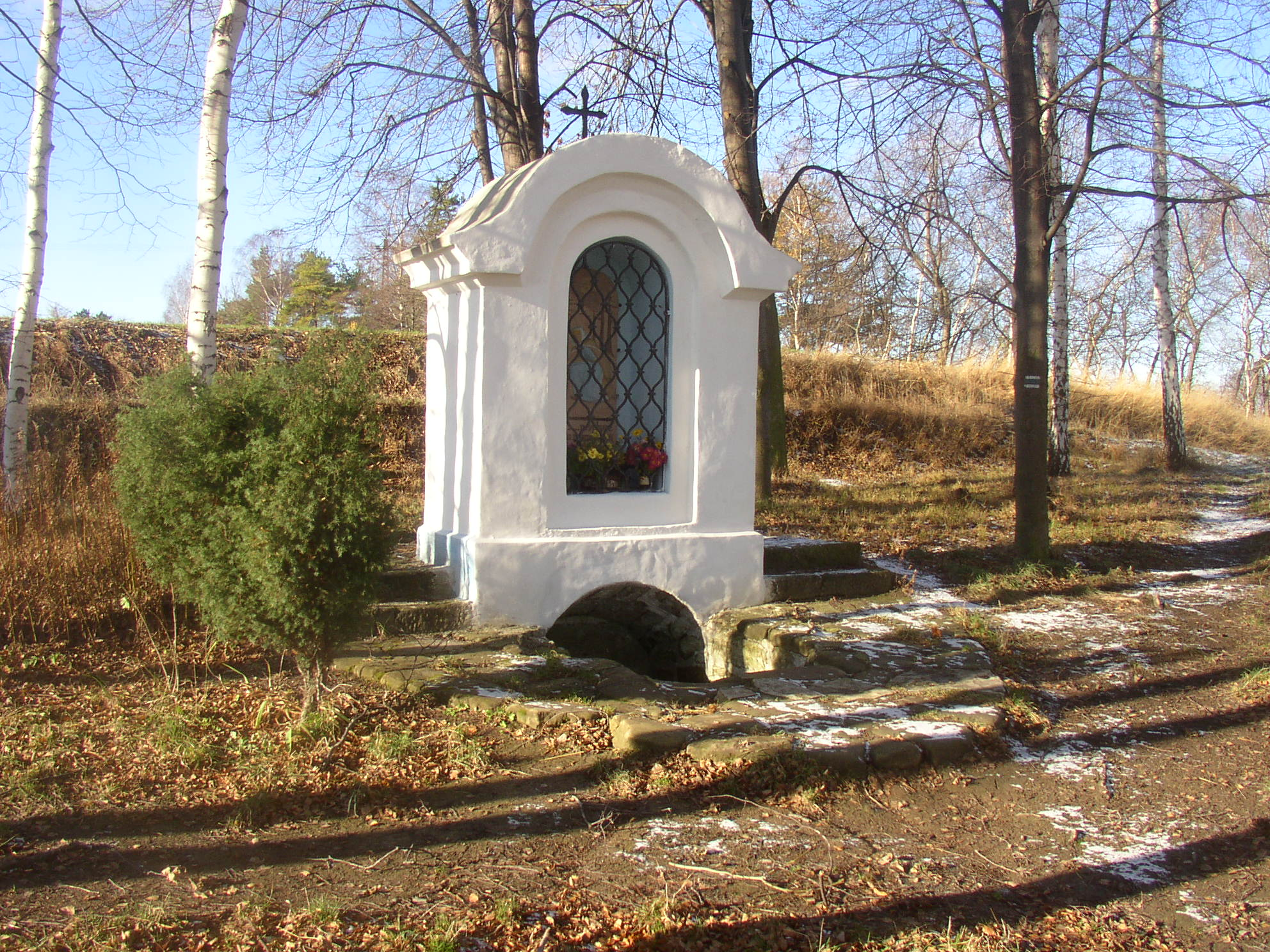
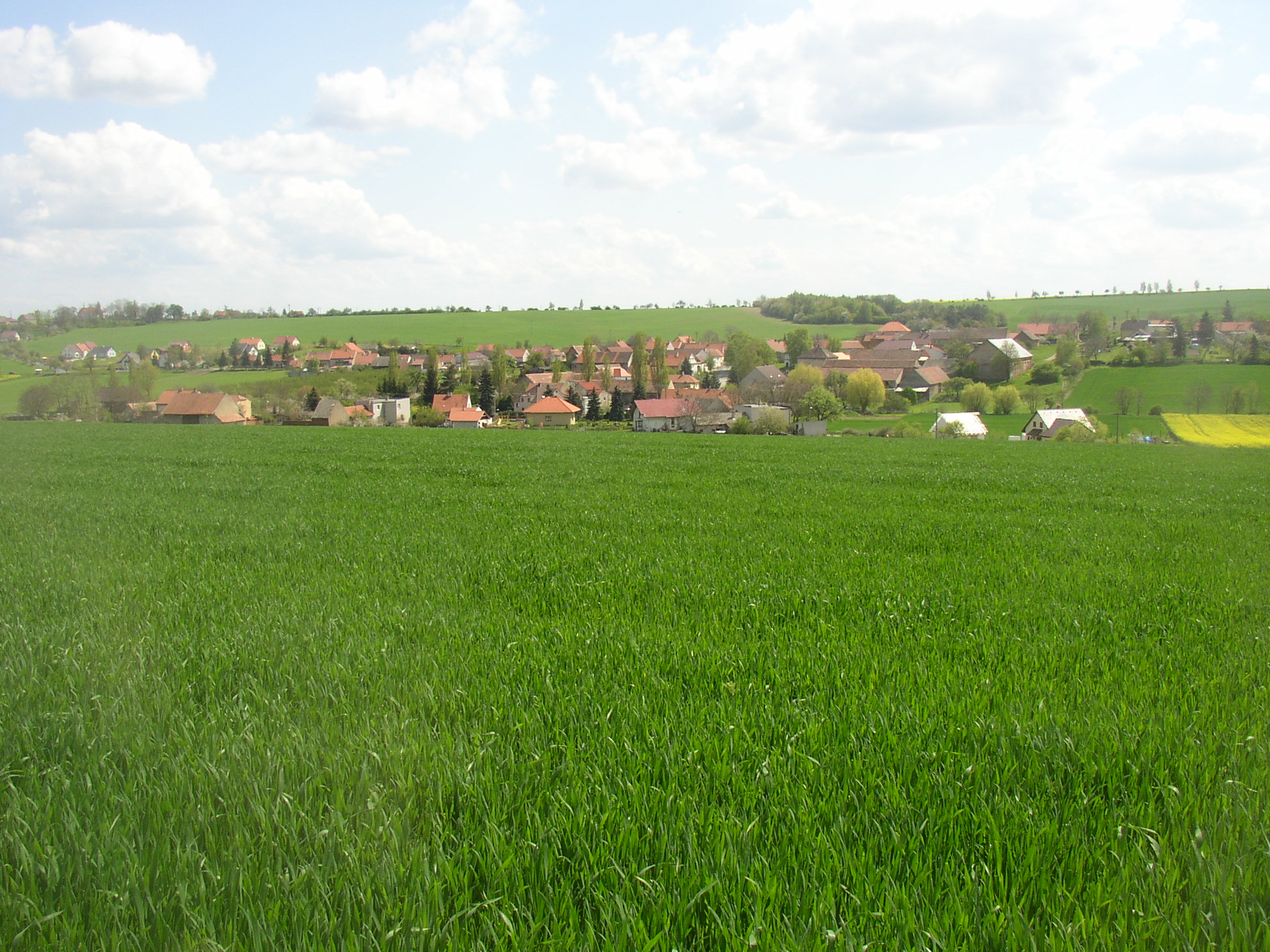
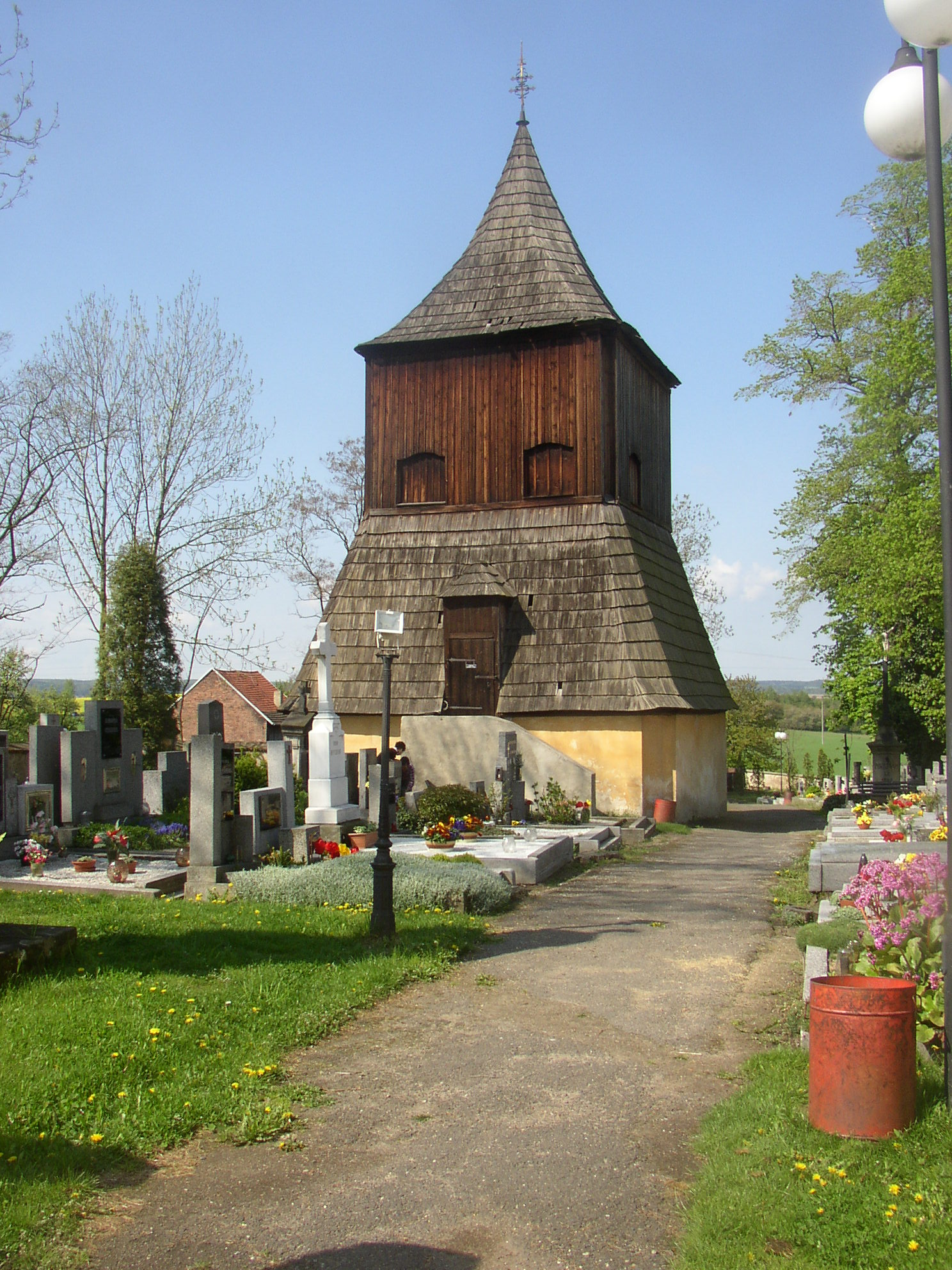
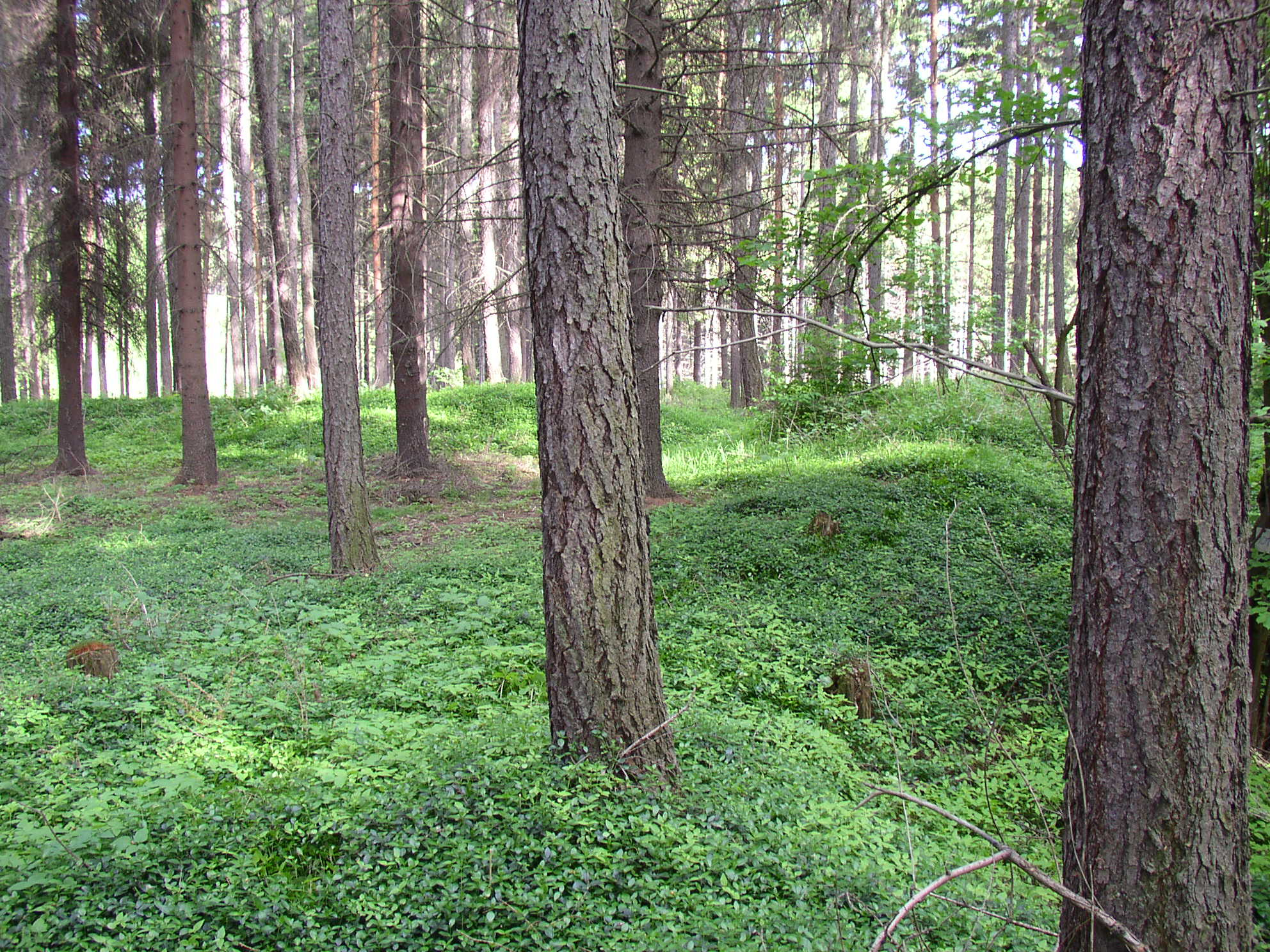
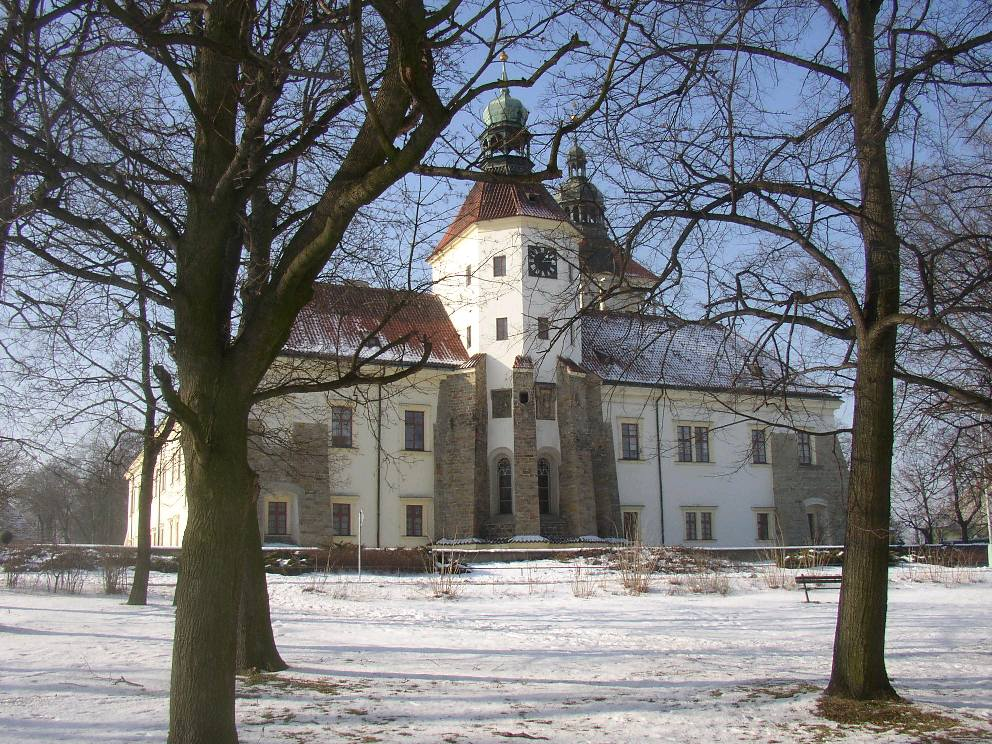
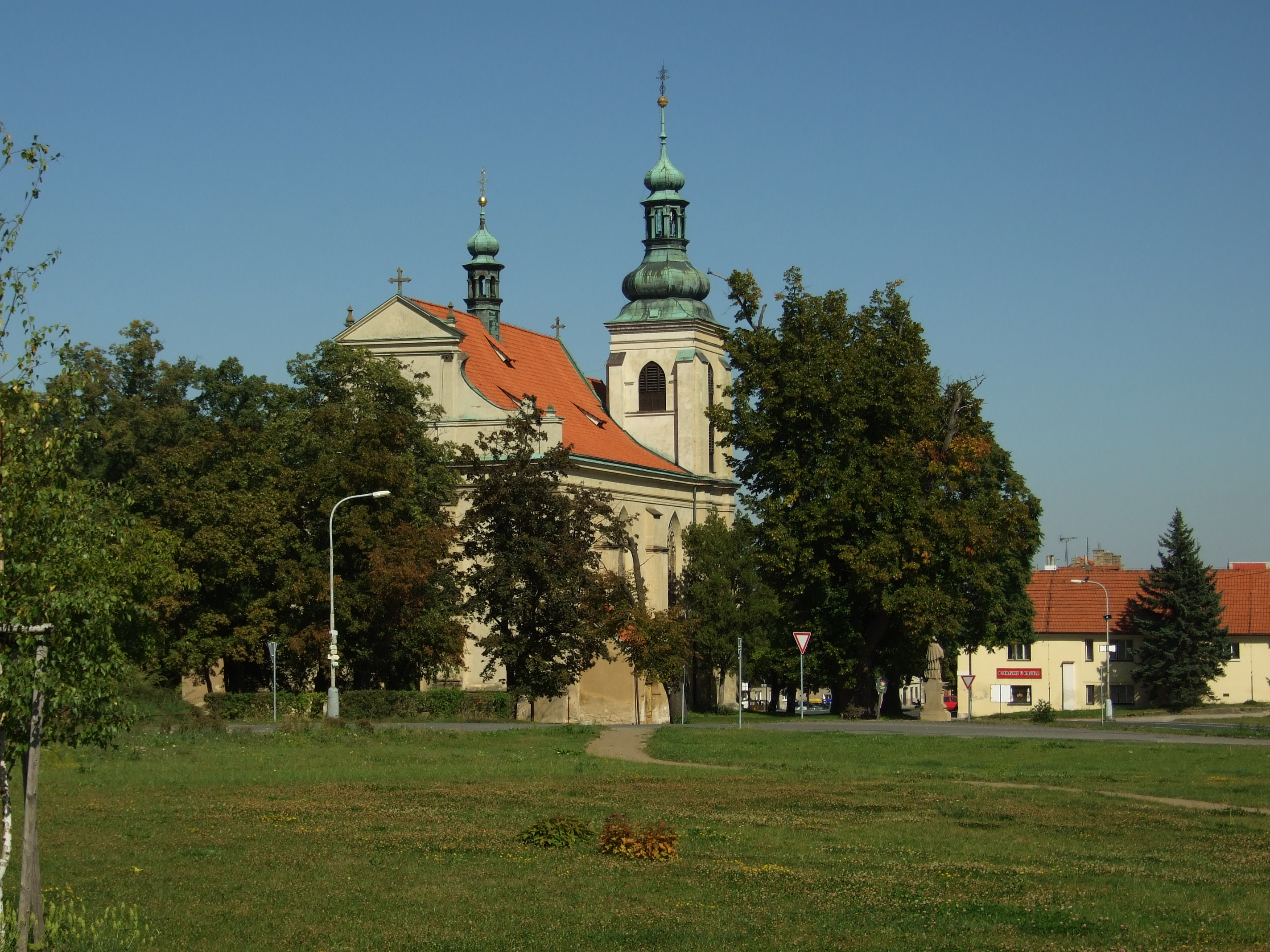
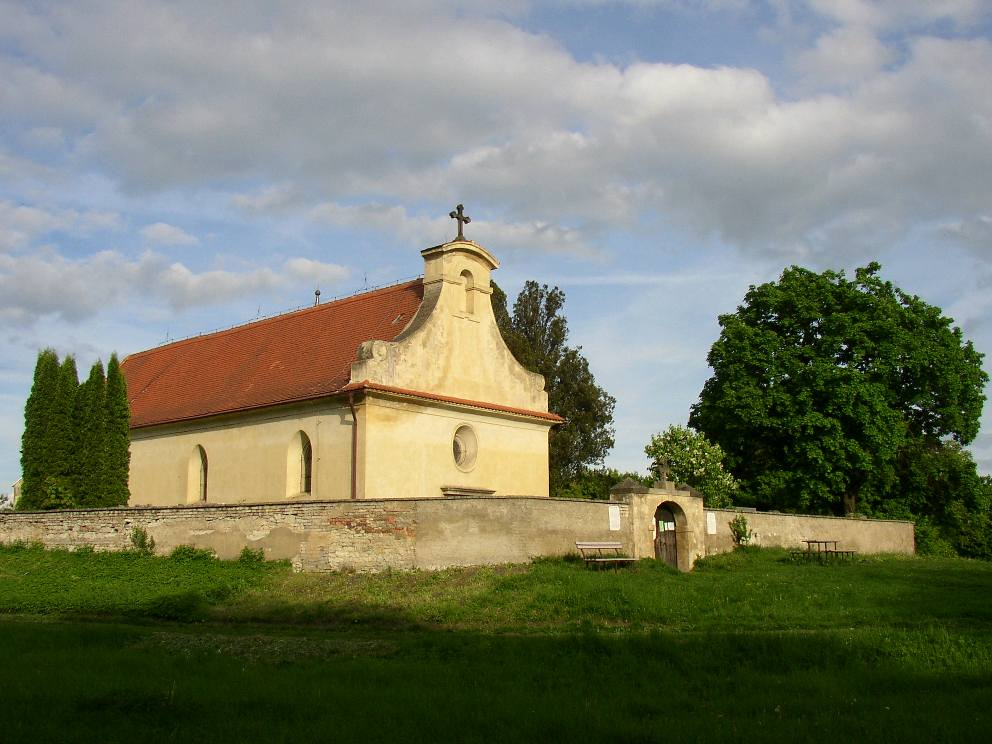
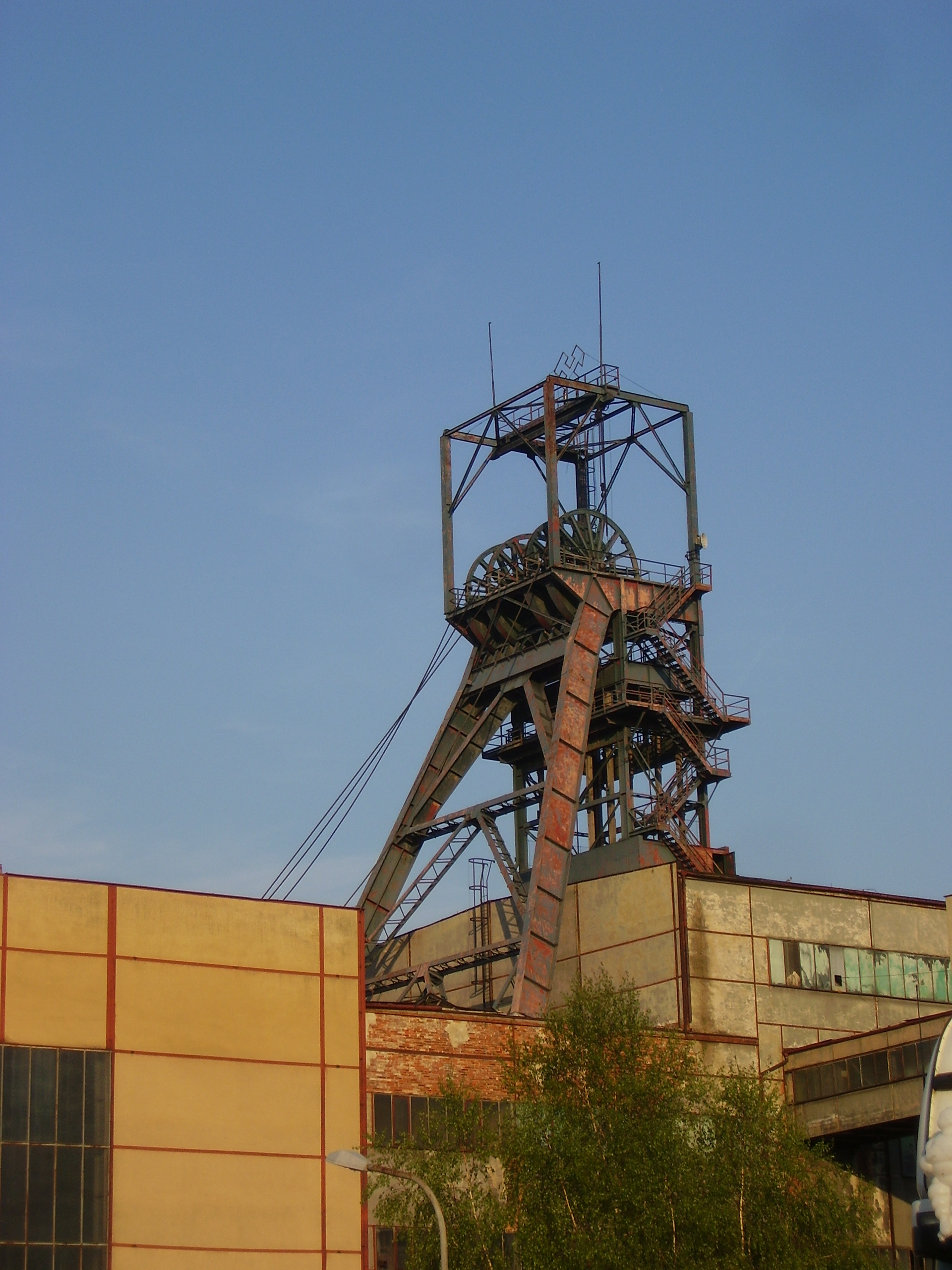
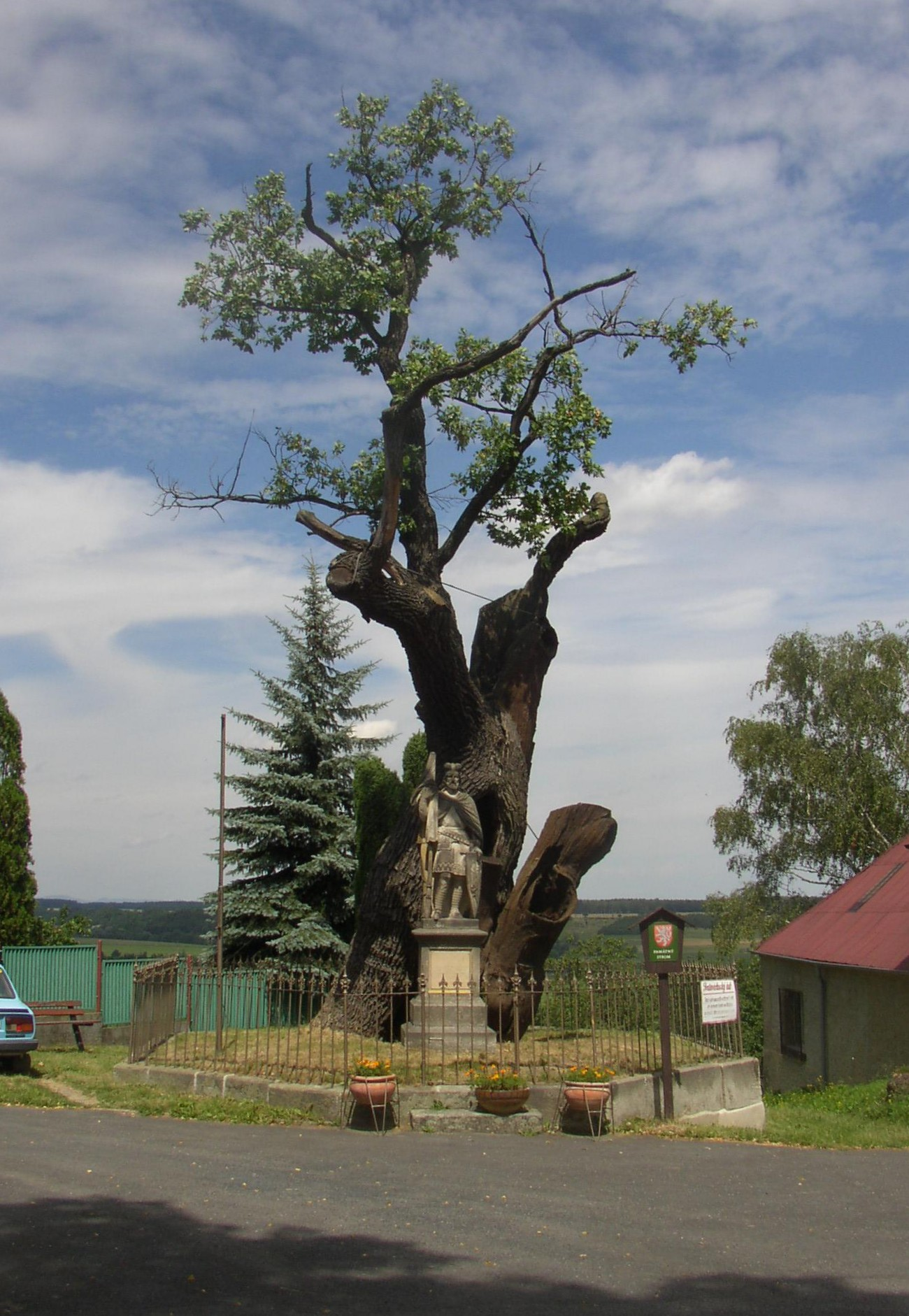
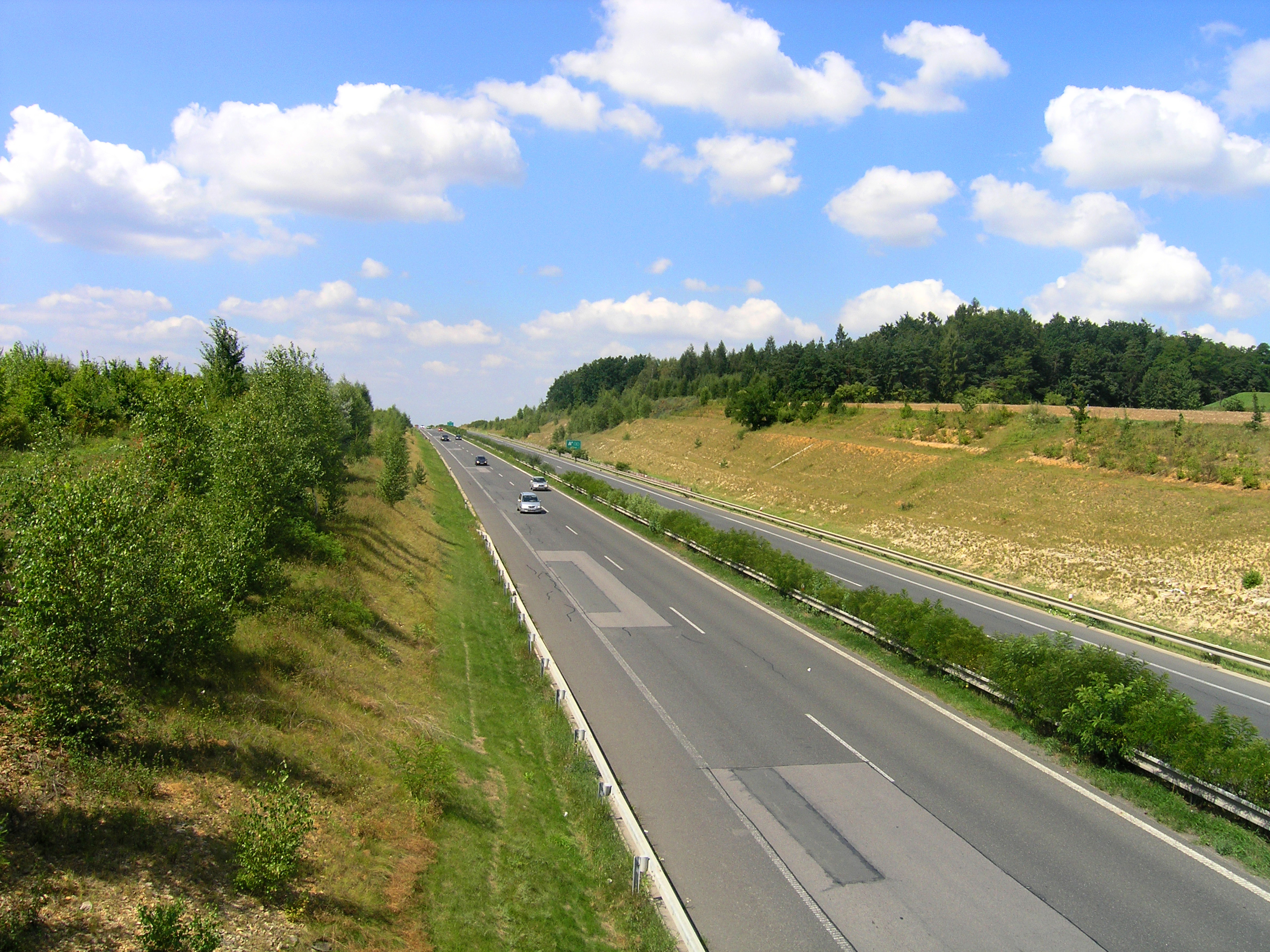
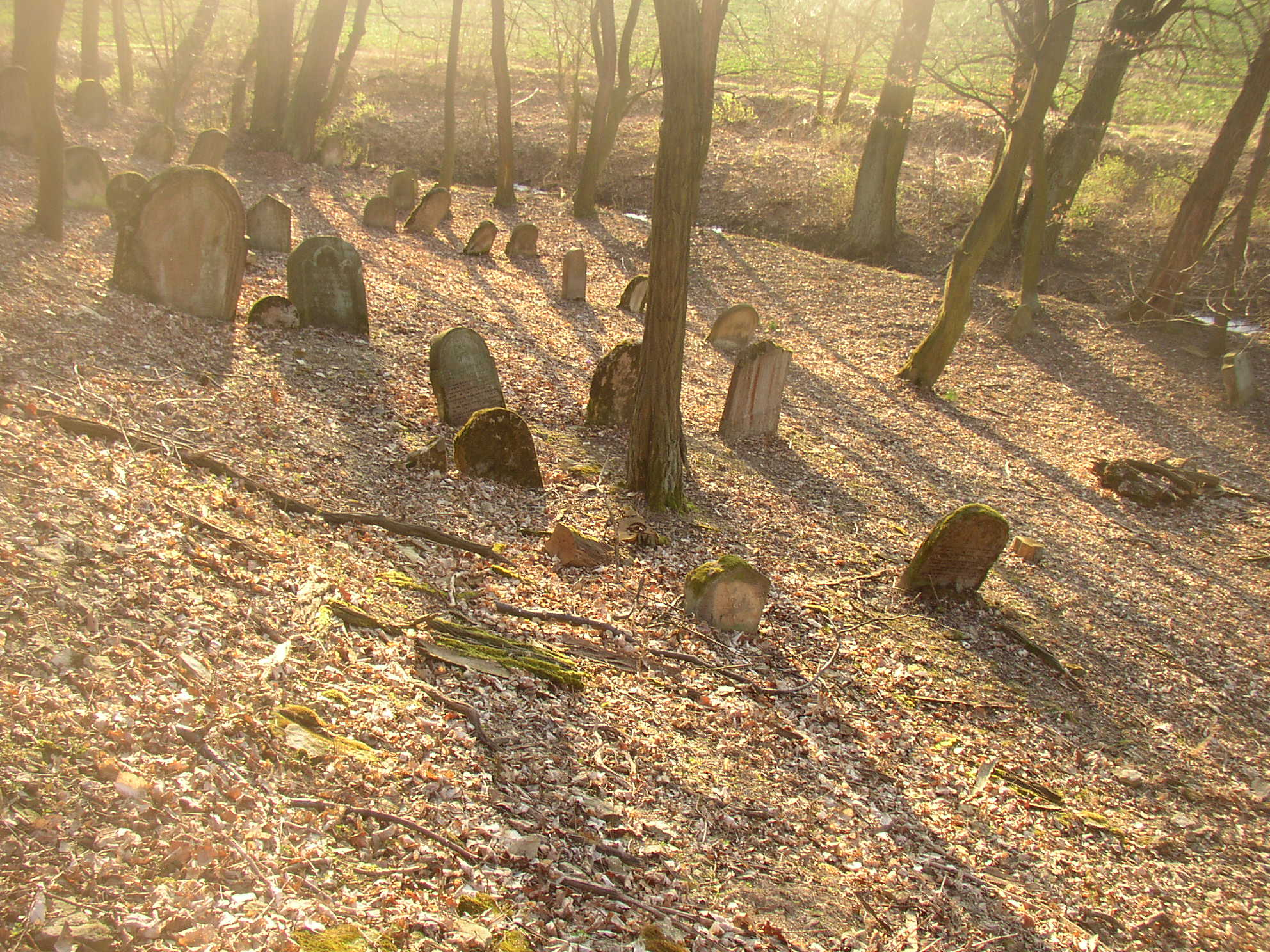
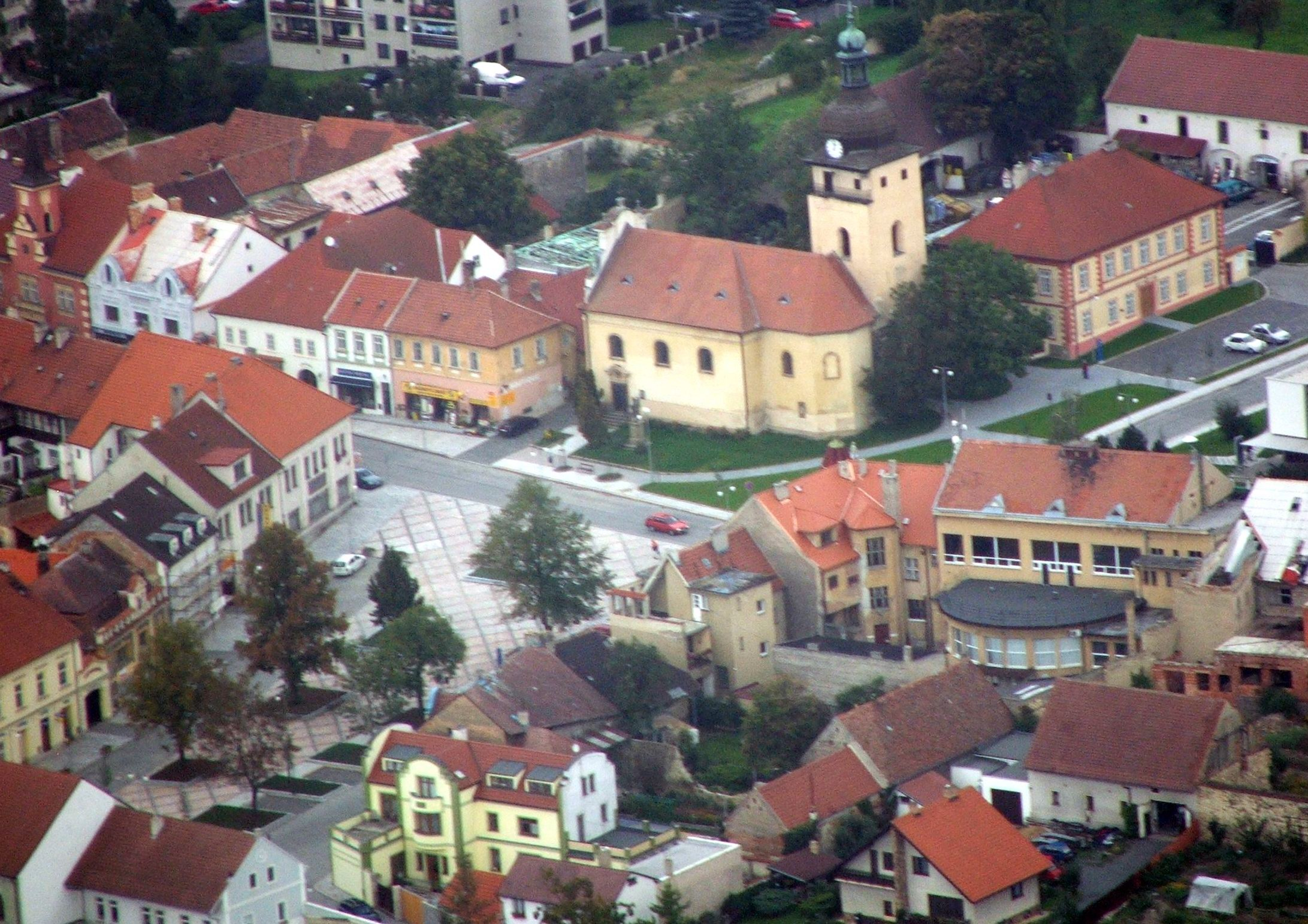
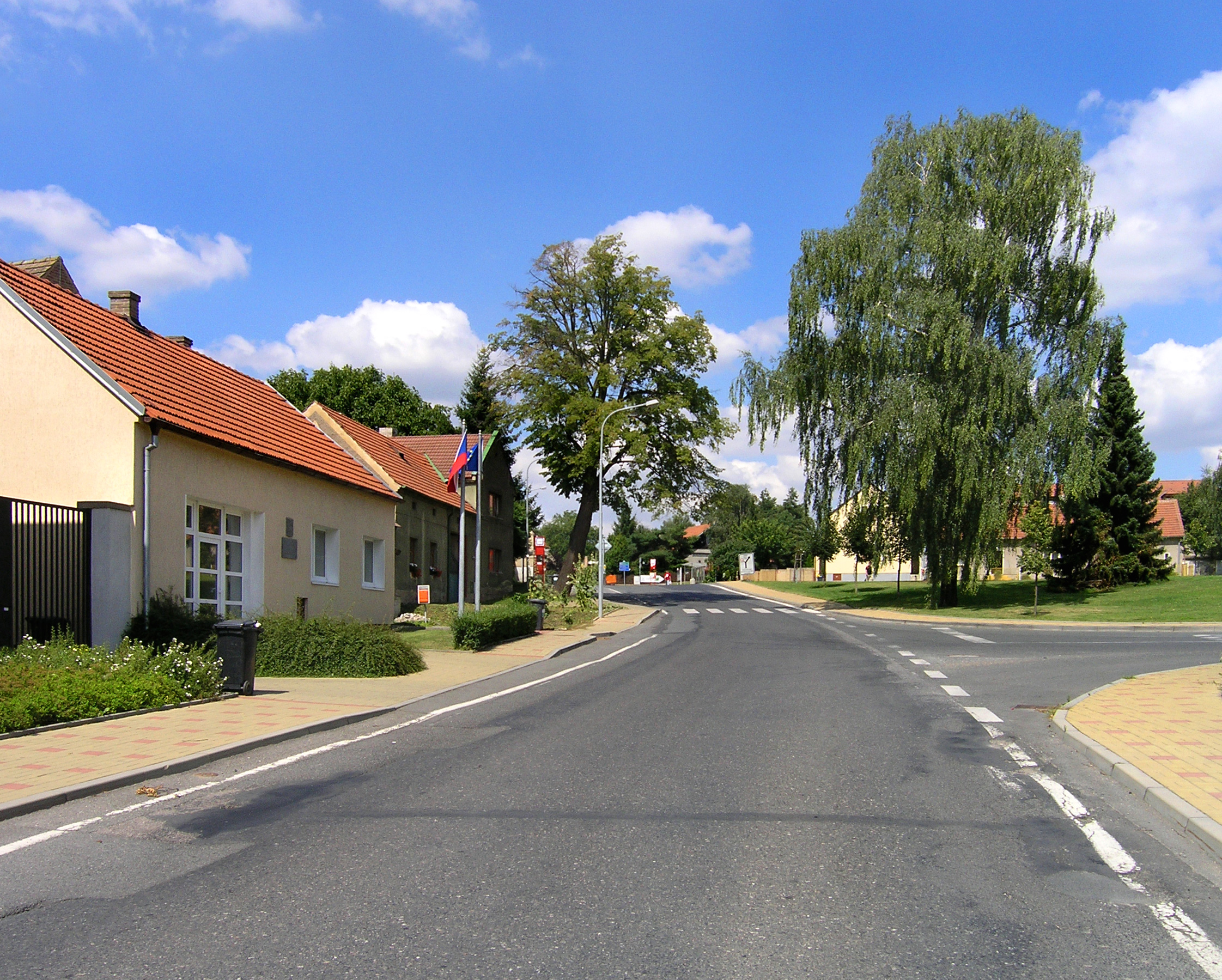
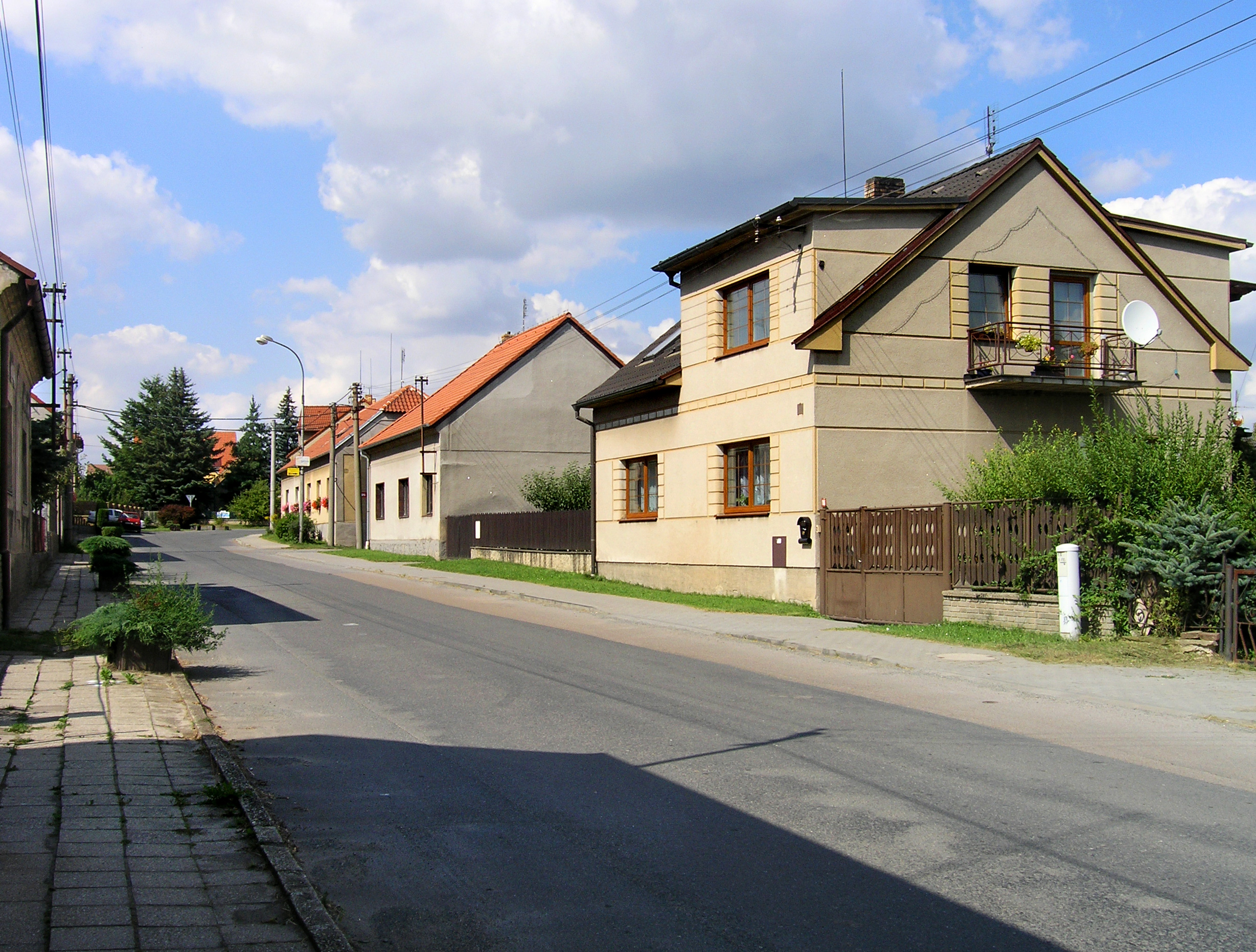
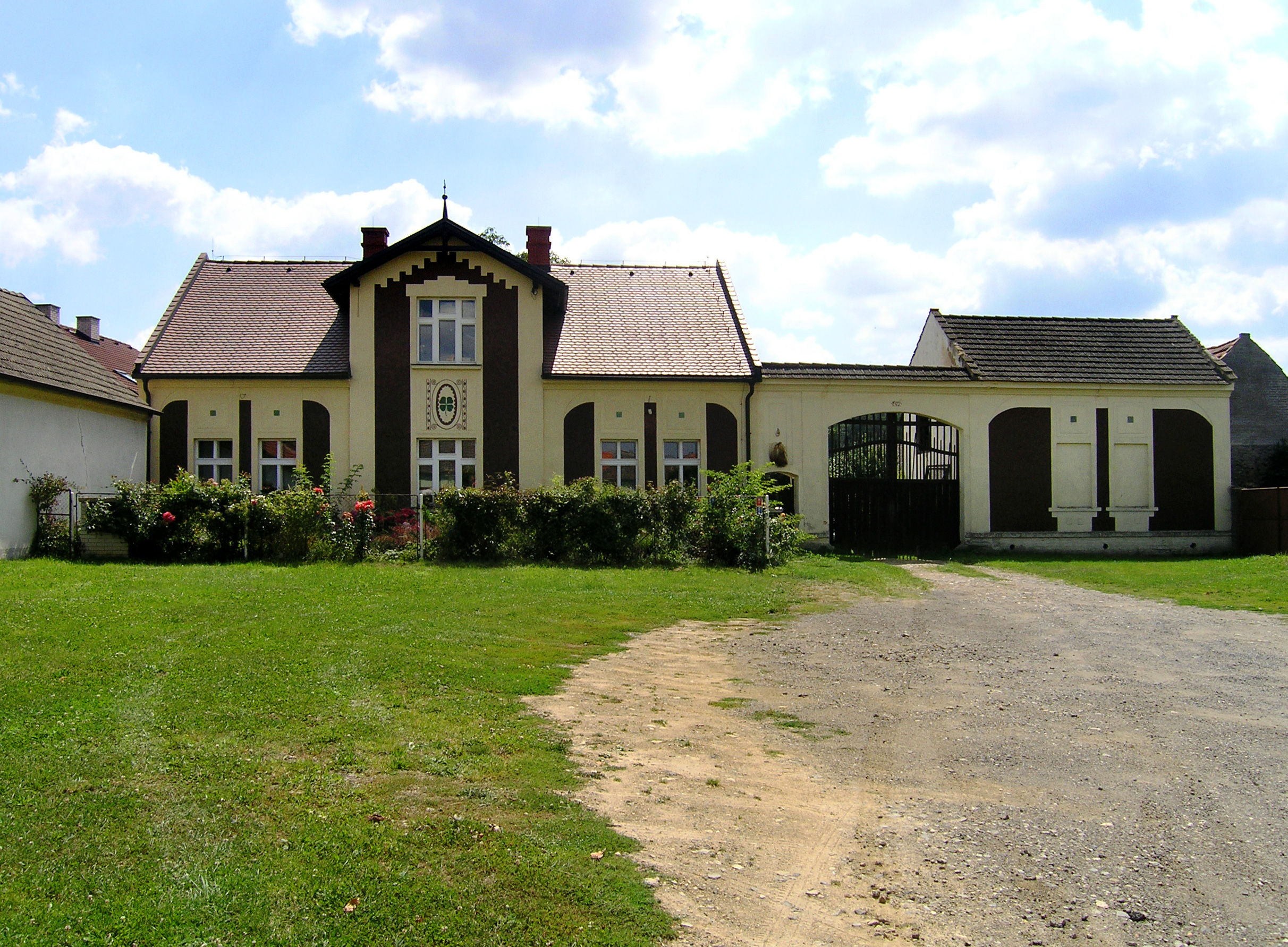
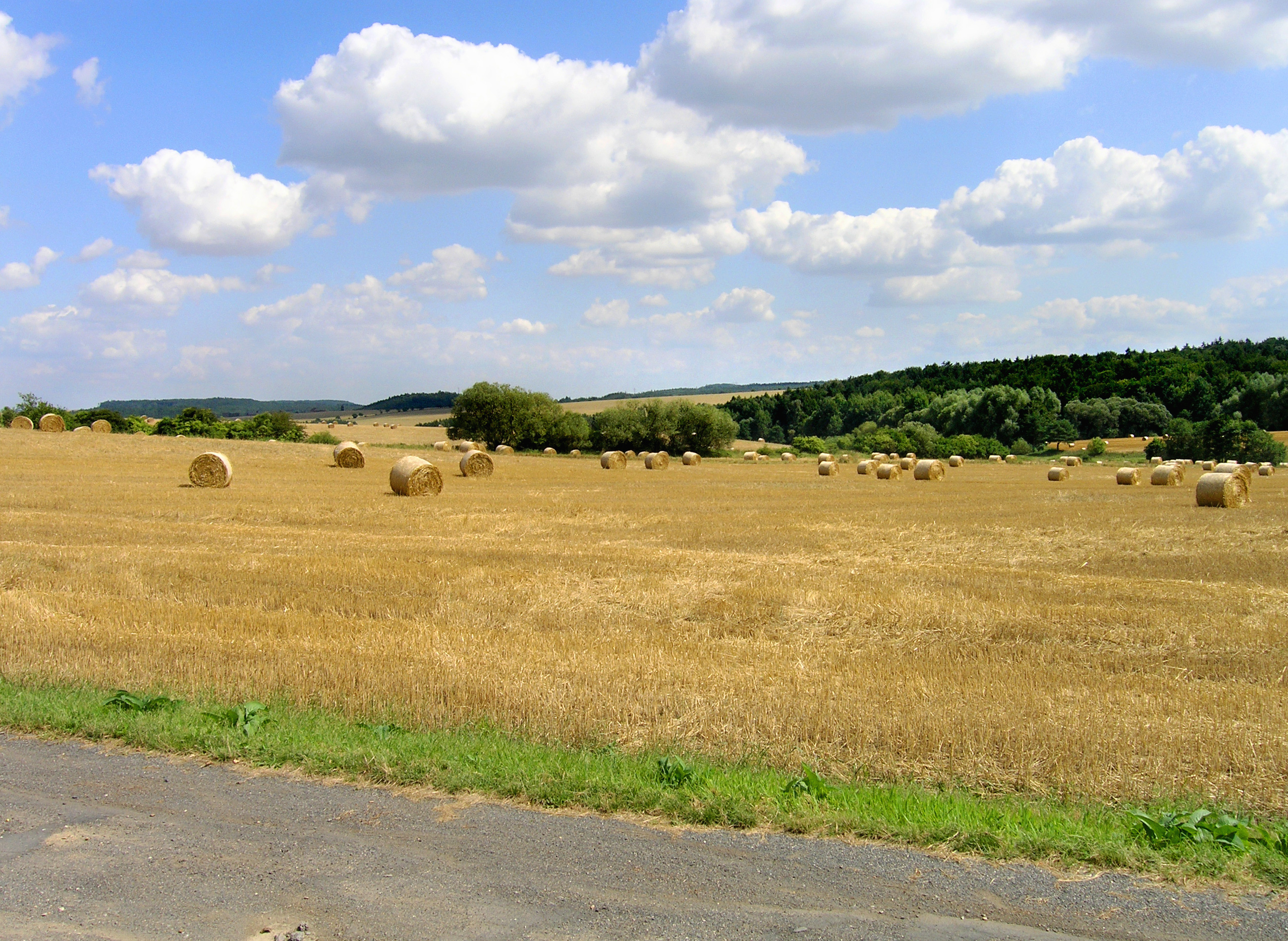
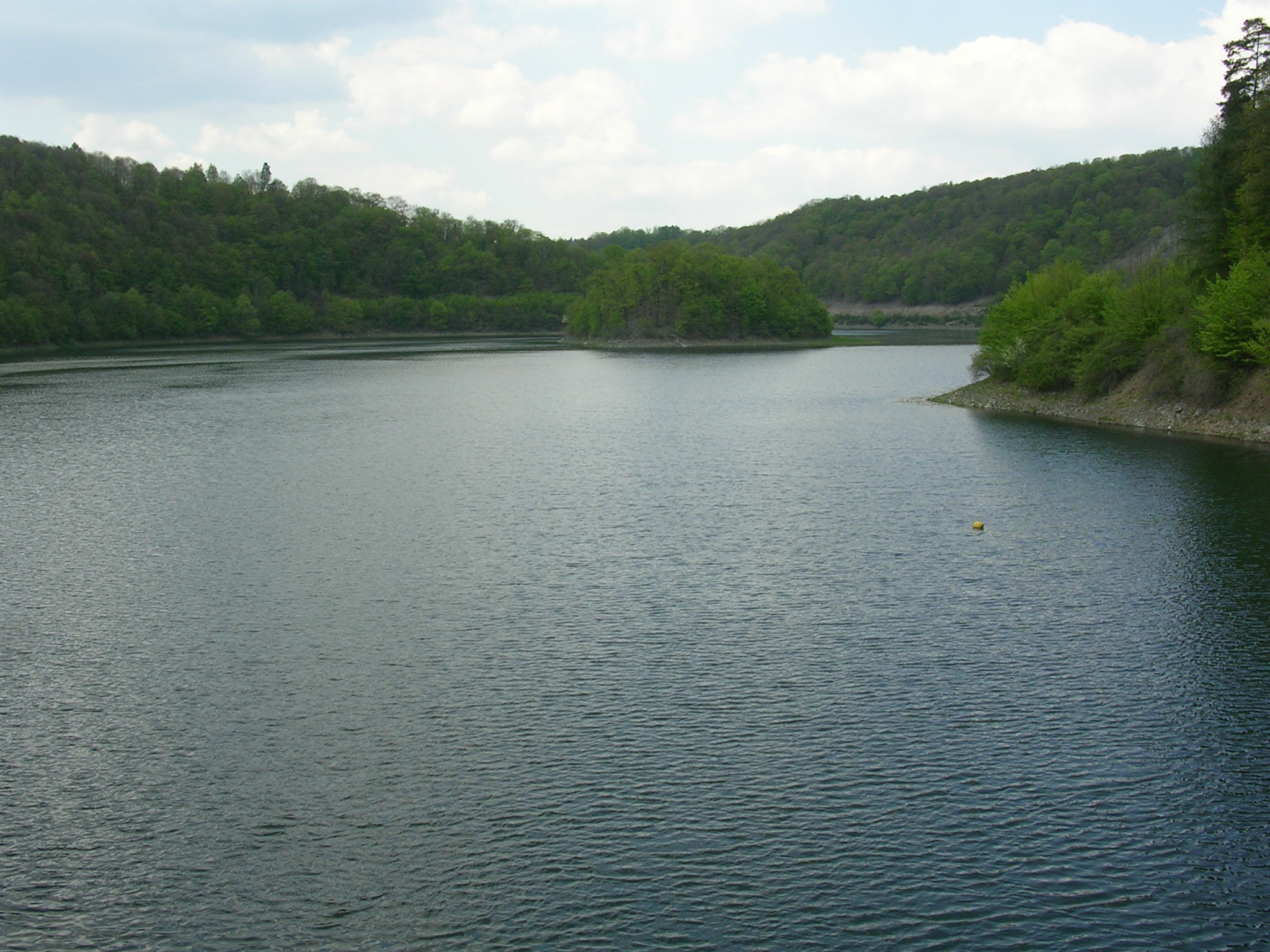
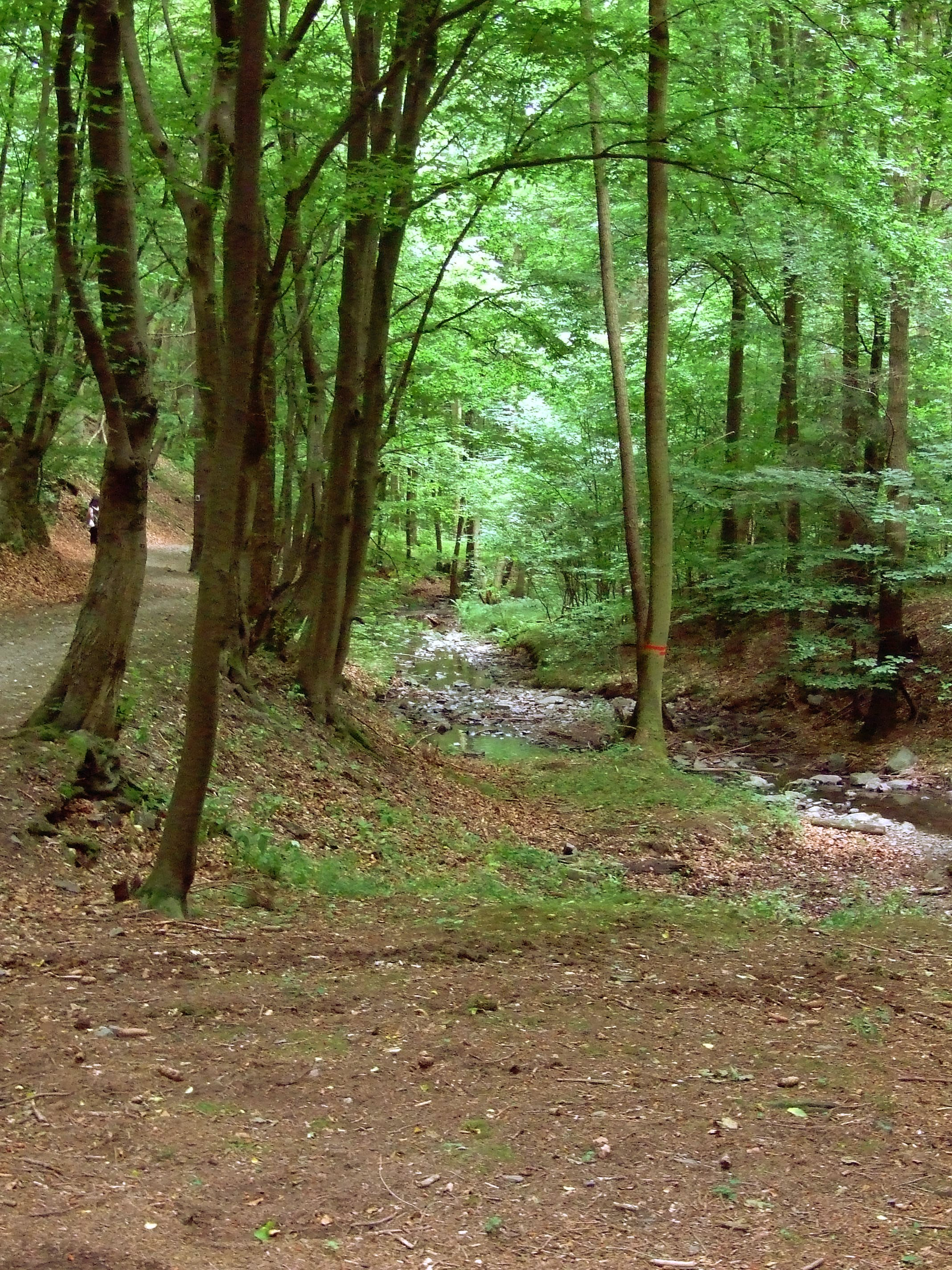